# Liste der Baudenkmäler in Straubing

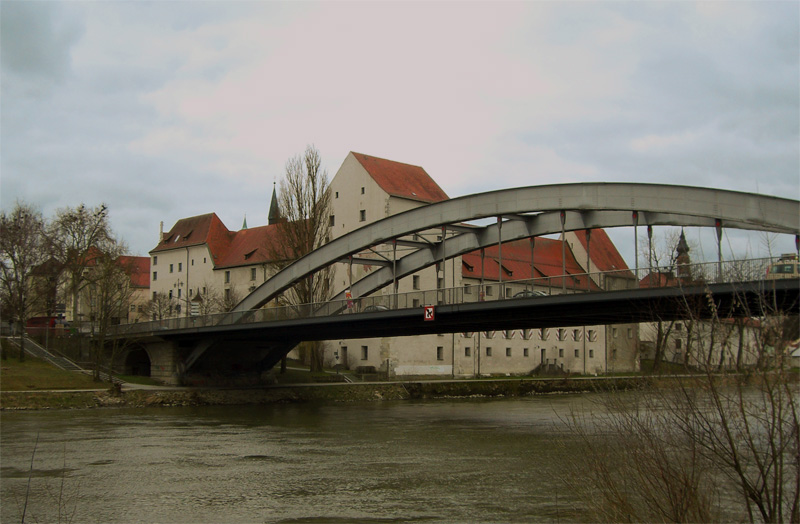
Herzogsschloss und Donaubrücke

Auf dieser Seite sind die Baudenkmäler in der niederbayerischen kreisfreien Stadt Straubing zusammengestellt. Diese Tabelle ist eine Teilliste der Liste der Baudenkmäler in Bayern. Grundlage ist die Bayerische Denkmalliste, die auf Basis des Bayerischen Denkmalschutzgesetzes vom 1. Oktober 1973 erstmals erstellt wurde und seither durch das Bayerische Landesamt für Denkmalpflege geführt wird. Die folgenden Angaben ersetzen nicht die rechtsverbindliche Auskunft der Denkmalschutzbehörde.

## Ensembles

### Ensemble Historischer Stadtkern Straubing

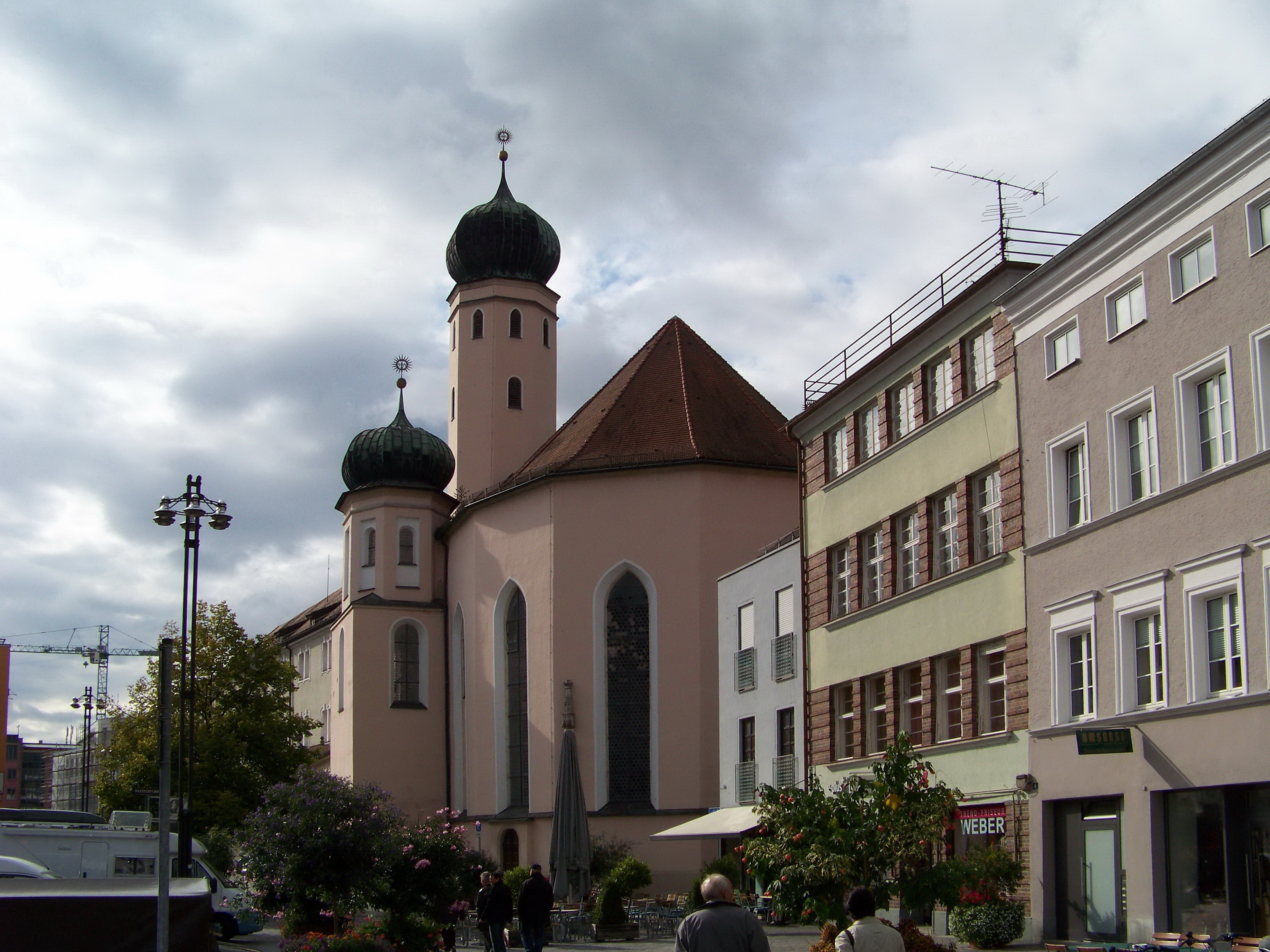
Ehemalige Jesuitenkirche

Das Ensemble umfasst den historischen Stadtraum der herzoglichen Neugründung Straubing von 1218 in den Grenzen der ehemaligen, nur in Resten erhaltenen, jedoch im Grundriss der Stadt ablesbaren Befestigungsanlagen. Die herzogliche Gründung in der altbesiedelten Gäubodenlandschaft des Donautals erfolgte in unmittelbarer Nähe des im 6. Jahrhundert bei einem vespasianischen Lager und einem hadrianischen Kastell angelegten bairischen Herzogshofs, der nach der Absetzung Tassilos III. 788 in den Besitz des fränkischen, dann des deutschen Königtums gekommen war und 1029 dem Augsburger Domkapitel vermacht wurde.
Diese agrarische „Altstadt“, 898 als strupinga bezeichnet, ist heute ein Vorort der Stadt; ihre romanische, Ende des 12. Jahrhunderts entstandene Basilika St. Peter und ihr altertümlicher Kirchhof mit der hohen Wehrmauer manifestieren noch eindrucksvoll die Bedeutung dieser Siedlung.

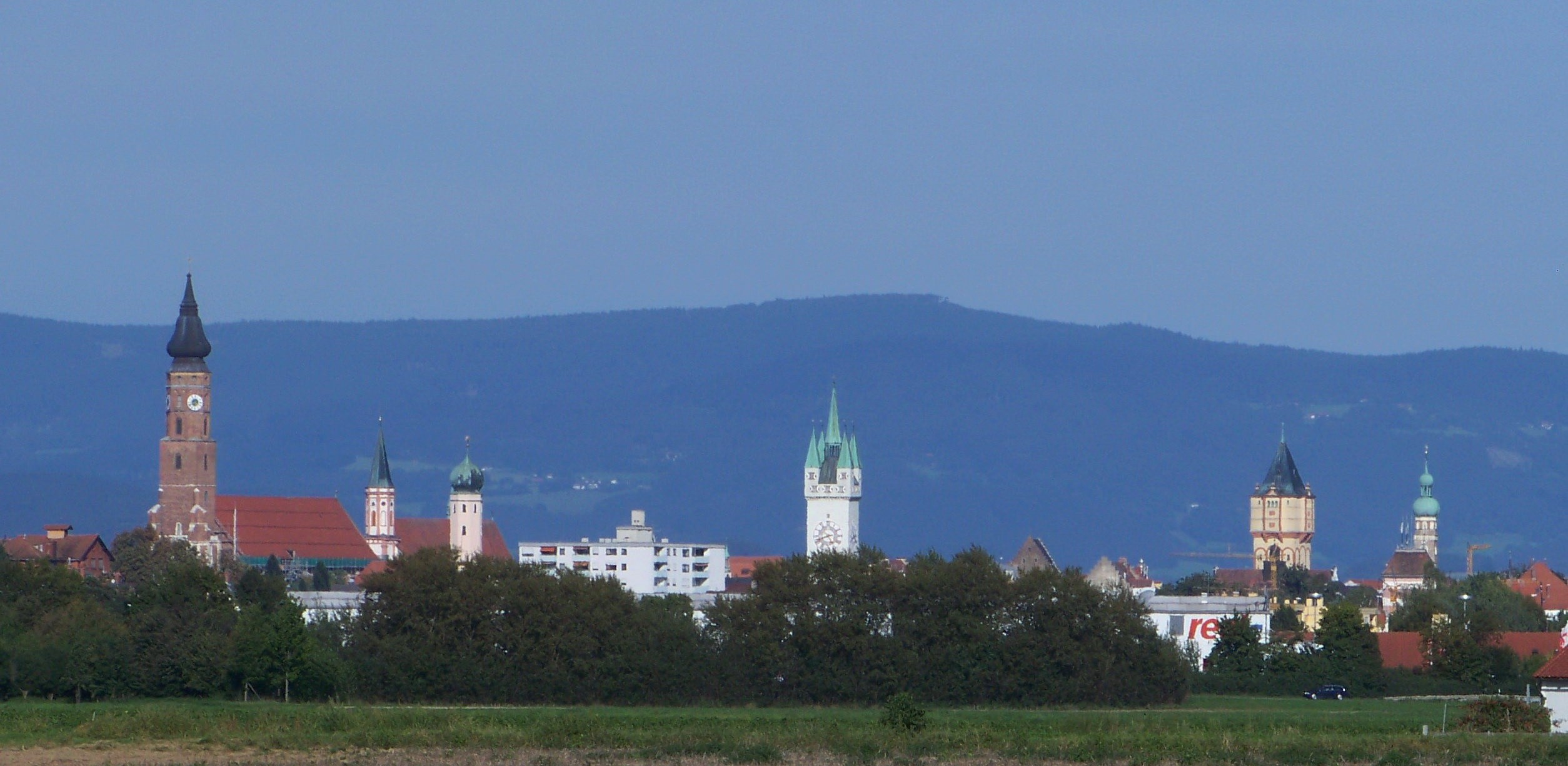
Straubinger Türme

Die planmäßig auf teilweise zum Herrschaftsgebiet des Augsburger Domkapitels gehörenden Boden angelegte Neustadt entwickelte sich sehr schnell zu einem zentralen Ort. Sie verdankte diesen Aufstieg zum einen der hervorragenden Platzwahl am Schnittpunkt der großen mitteleuropäischen West-Ost-Straße vom Mittelrhein durch das Donautal nach Wien und Ungarn mit der alten süd-nördlichen Fernstraße von Schongau, München und Landshut nach Cham und Böhmen, die bei Straubing die Donau querte – zum anderen der zentralen Lage im fruchtbaren Löß-Ackerland des Gäubodens, dessen Getreide und Vieh ihre Märkte aufnahmen.
Die monumentale Größe des etwa 600 m langen Stadtplatzes, des Ortes, an welchem sich der Markt- und Warenverkehr vollzog, bezeugt den Optimismus der herzoglichen Gründer, die sich offensichtlich der günstigen Bedingungen bewusst waren und sich wirtschaftliche Erfolge und vor allem steuerliche Erträge aus dem Handel von Getreide, Vieh, Salz, Wein und Tuch versprachen. In der kraftvollen und erfolgreichen Gründung zeigt sich auch der Wille der Wittelsbacher-Herzöge, ihre Territorialherrschaft im Donautal fester zu etablieren. Neben dem Hochstift Regensburg waren in diesem Raum die noch im 12. Jahrhundert einflussreichen und mächtigen, 1242 ausgestorbenen Grafen von Bogen die bedeutendsten Konkurrenten beim Ausbau geschlossener Territorialstaaten. Nahe am Zentrum der Bogener Herrschaft, das unmittelbar nordöstlich, doch jenseits der Donau lag, erhoben die Herzöge ihren Anspruch auf Beherrschung des Gebiets.

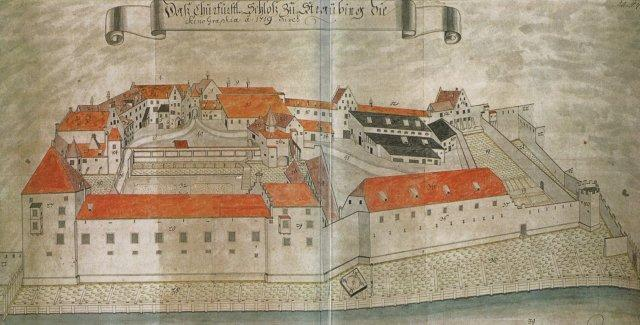
Plan des Herzogsschlosses

Der neu gewonnene Stützpunkt wurde schon 1255, bei der Teilung des Herzogtums, Sitz eines Rent- und Viztumamtes, dem die Aufsicht über eine große Zahl von Landgerichten in Niederbayern oblag. Bis zum Ende des Kurstaates 1805 blieb diese Funktion als Verwaltungsmittelpunkt erhalten. 1353 stieg die Stadt bereits zum Rang einer Residenzstadt des Teilherzogtums Straubing-Holland auf, das aus dem Erbe Kaiser Ludwigs des Bayern hervorgegangen war. Drei Jahre später wurde in der Nordostecke der Stadt, vor dem südlichen Kopf der Donaubrücke und damit an strategisch hervorragender Lage, mit dem Bau des herzoglichen Schlosses begonnen. In nächster Nähe wurde aus der seit 1374 unter Leitung des Werkmeisters Hans Krumenauer aufgeführten Karmelitenkirche zugleich eine Hofkirche der neuen Herzogstadt Straubing, in der sich die bedeutende, 1420 vollendete gotische Grabtumba des 1397 verstorbenen Statthalters Albrecht II., des Sohnes des Klostergründers Herzog Albrecht I., befindet. Obwohl sich die Herzöge selten in der Stadt aufhielten, wurde durch die Hofhaltung der urbane Charakter Straubings wesentlich gesteigert, wurden Plätze und Straßen gepflastert und vor 1332 die Stadtbefestigungsanlagen vollendet. 1425 fiel das Teilherzogtum an die Münchner Hauptlinie zurück.

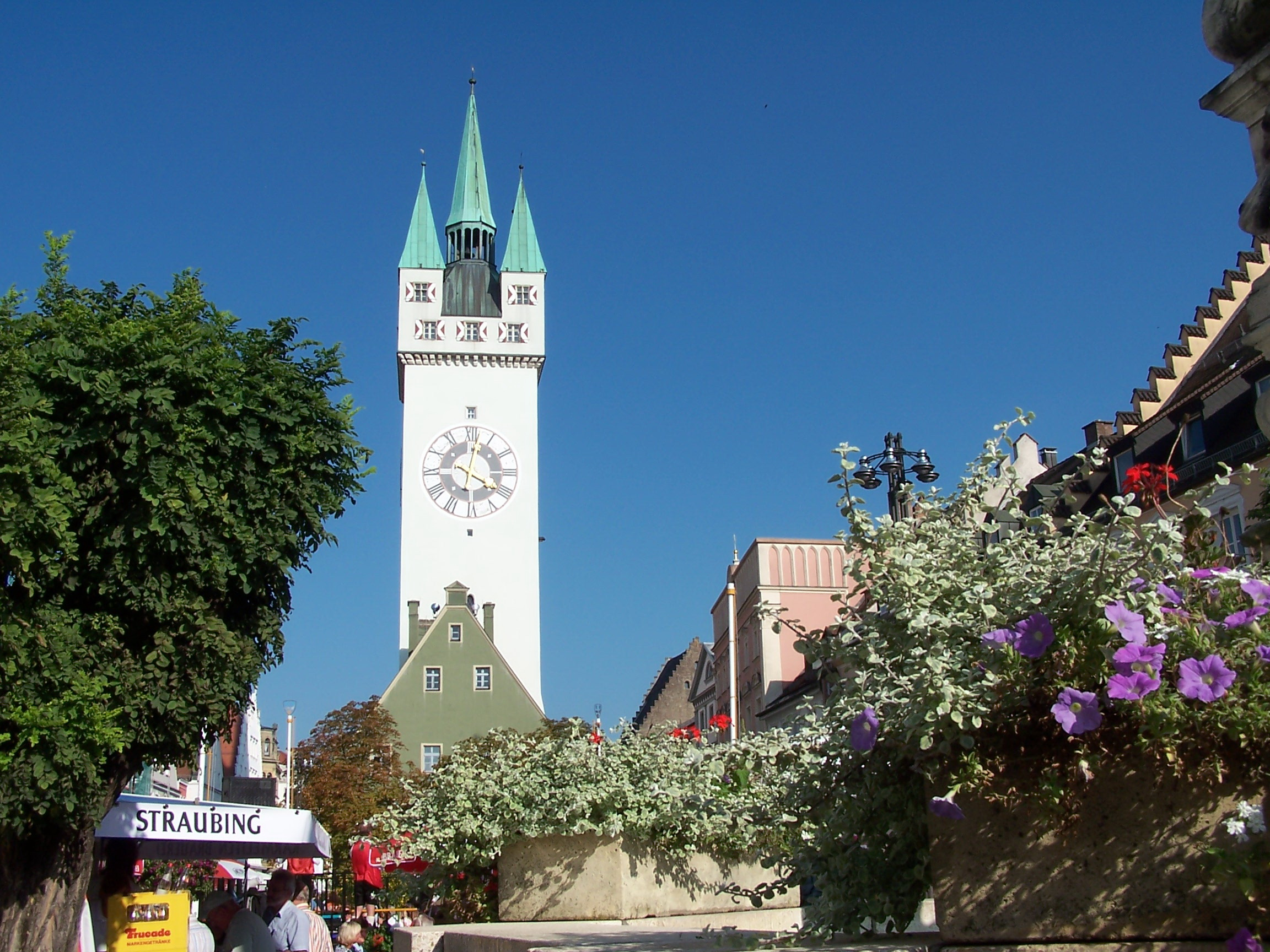
Stadtturm auf dem Stadtplatz

Dominierende Achse im Grundriss der Stadt ist der west-östlich gerichtete, im Zuge der West-Ost-Straße liegende Stadtplatz. Er erstreckt sich vom ehemaligen Oberen bis zum ehemaligen Passauer Tor und wird in seiner Längenausdehnung durch den Stadtturm in seiner Mitte halbiert und akzentuiert. Die Achse teilt die Stadt in eine größere Nordhälfte, die im Norden über die Kante der Hochuferterrasse hinweg mit Gefälle in den Talboden der Donau hinausgreift. In Süd-Nord-Richtung, vom ehemaligen Steinertor her senkrecht über den Stadtplatz hinweg, dabei ehemals unter dem Stadtturm hindurchfahrend, dann in gerader Richtung durch die Simon-Höller-Straße zur Spitalgasse und abgewinkelt zum Spital- oder Burgtor weiterführend, gliedert die zweite große, aber wesentlich schmälere Achse der Stadt den Stadt-Grundriss. Parallel zu dieser Süd-Nord-Achse verlaufen alle am Stadtplatz abzweigenden Nebengassen. Sie sind – bis auf die Steiner- und Simon-Höller-Straße – sehr schmal; die breite Fraunhoferstraße wurde erst nach dem Stadtbrand 1780 auf die heutige Größe ausgeweitet.
Die äußeren Enden dieser kleinen Achsen werden im Süden und Norden durch je eine Querstraße aufgenommen, die parallel zur Süd- bzw. Nordmauer verläuft. Eine Abweichung von diesem System findet sich im Schlossviertel, wo die Süd-Nord-Achsen solche Längen erreichen, dass die Baublöcke zwischen ihnen durch kleine Quergassen aufgeschlossen wurden (zum Beispiel Zollergasse). Eigene Grundriss-Strukturen besitzt auch das malerische Gerber- und Fischerviertel in der Nordwestecke der Stadt, das zum Teil offene Bebauung zeigt und erst im Spätmittelalter in den Befestigungsring einbezogen wurde; die ältere nördliche Stadtmauer ist an der Hochuferkante bei der Straße Unterm Rain noch erkennbar. Der Stadtplatz (im Osten Unterer Markt, im Westen Oberer Markt, seit dem 19. Jahrhundert Ludwigs- bzw. Theresienplatz), die Simon-Höller-Straße (ehemals Käsmarkt) und die Fraunhoferstraße weisen die größten Grundstücke der historischen Stadt auf; über ihnen erhoben sich die stattlichsten bürgerlichen und patrizischen, später auch adeligen Wohnbauten. Das Sandtnersche Stadtmodell von 1568 lässt die langen Reihen der weitgehend erhaltenen spätmittelalterlichen Bauten am Platz hervorragend erkennen. Beherrscht wird dieser repräsentative bürgerliche Bereich vom Stadtturm in seiner Mitte, einem monumentalen Wachtturm und darüber hinaus Denkmal bürgerlichen Selbstbewusstseins.

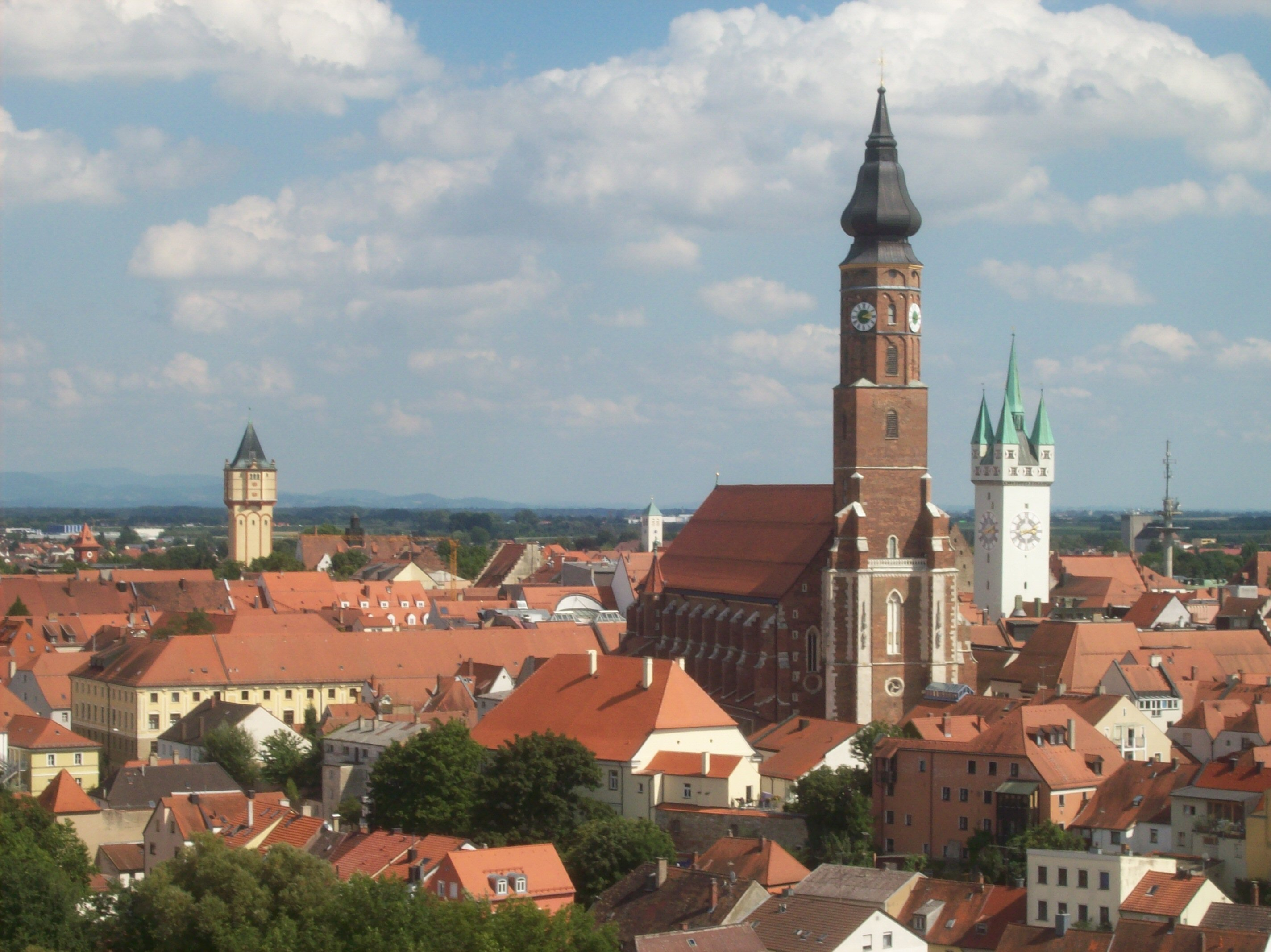
Straubinger Stadtpfarrkirche St. Jakob

Abgeschieden vom Marktverkehr liegt der mächtigste Bau der Stadt, die Stadtpfarrkirche St. Jakob. Die großartige Backsteinhalle, umzogen von einem Kapellenkranz, entstand seit etwa 1415 anstelle einer kleineren älteren Kirche; Baumeister war Meister Hans von Burghausen. Den Titel einer Stadtpfarrkirche übertrug man erst 1492 von der Basilika St. Peter, der ehrwürdigen Urpfarrei draußen vor der Stadt, in die neue Mitte des bürgerlichen Gemeinwesens. Von 1581 bis 1803 war St. Jakob ein Chorherrenstift angeschlossen, das mit der Pfarrei vereinigt wurde und dessen später umgebauter langer Stiftstrakt östlich der Kirche noch die Bedeutung und den Anspruch dieser Einrichtung veranschaulicht. In den Fluchtlinien der Umbauung des Pfarrplatzes zeichnet sich noch die Ausdehnung des Kirchhofes von St. Jakob ab.
Bereits auf das 13. Jahrhundert geht die Gründung des Spitals zurück, eine in allen Jahrhunderten erneuerte, um einen Hof geordnete Anlage mit eigener Kirche. Der Komplex, am nördlichen Rand der Stadt gelegen und erst im Spätmittelalter in den Mauerbering eingeholt, zeichnet sich in Grund- und Aufriss deutlich in der Stadtstruktur ab.
Der ausgreifendste Baukomplex ist das seit 1356 in der Nordostecke der Stadt, am Aufgang zur Donaubrücke, errichtete Schloss mit seinen später oft umgebauten Trakten. Seine Befestigungsmauern und Türme waren mit der Stadtbefestigung zusammengeschlossen. Neben der fortifikatorischen und der Residenzfunktion des Schlosses ist die Funktion bemerkenswert, die es besaß, um die wirtschaftlichen und fiskalischen Interessen der Landesherren zu sichern, indem sein Bezirk auch den Salzstadel einschloss, den Speicherbau für eine der wichtigsten Waren des Mittelalters. Die späteren Funktionen als Rent-, dann als Finanzamt lassen bis heute solche Kontinuitäten anschaulich werden.

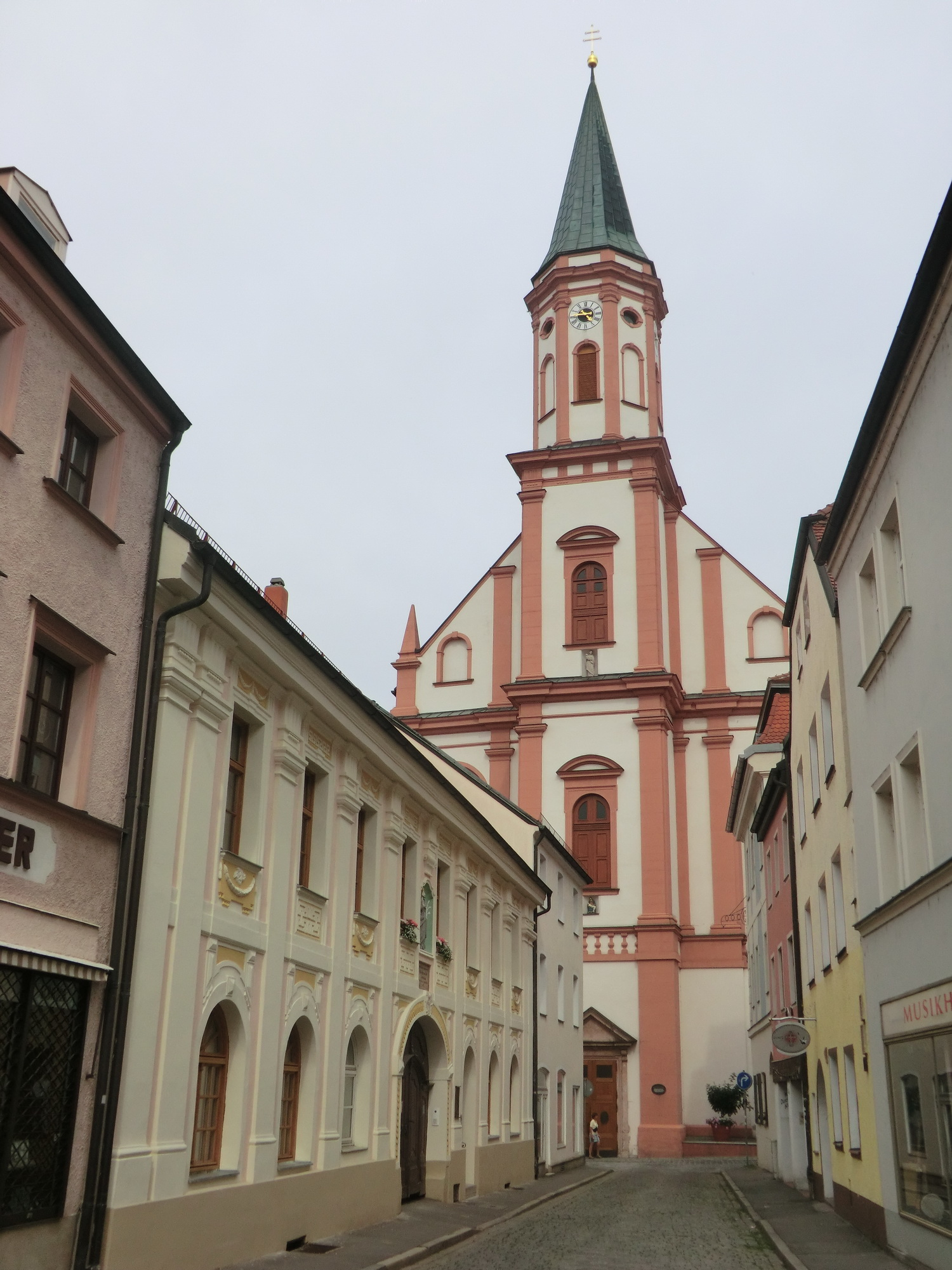
Karmelitenkirche

In der Nähe des Schlosses siedelten die Herzöge 1367 Regensburger Karmeliten an, den ältesten Orden, der sich in der Stadt niederließ. Aus der Tatsache der herzoglichen Schutzherrschaft ist wohl der sofort durch Hans von Burghausen, gen. Stetthaimer, begonnene große Hallenbau der Klosterkirche zu erklären, der zweite Bau des Meisters in Straubing. Auch die zweite Pfarrkirche der Stadt, die Liebfrauenkirche, seit dem 17. Jahrhundert Jesuitenkirche, wurde um 1300 im Nordteil der Stadt angesiedelt, der somit ein deutliches Übergewicht über den Südteil erhielt.
Südlich von ihr zeichnen sich in den Grund- und Aufrissformen der Bebauung „In der Bürg“ Baugestalten ab, die ein Teil der Forschung als älteste herzogliche Niederlassung in der Stadt oder als Quartier herzoglicher Dienstmannen deutet. Für die Südhälfte der Stadt sind die kleineren ehemaligen Handwerkergassen charakteristisch, deren Bebauung deutlich kleinmaßstäblicher und an Aufwand der Einzelformen geringer ist als am Stadtplatz. In der Schmidlgasse ist das historische Bild einer solchen Gasse am besten bewahrt worden, in den weiteren Nebengassen ist es durch wenig einfühlsame Neubauten oder Bauänderungen stark gestört oder zerstört. Auch der quer verlaufende Gassenzug Am Platzl/Rosengasse (der letztere Teil bildete im Mittelalter das Ghetto der bedeutenden Straubinger Judengemeinde) weist nur noch punktuell Baudenkmäler oder wenigstens Erinnerungen an historischen Charakter auf. Als einziger Sakralbau in dieser Stadthälfte setzt die nach dem Stadtbrand 1393 in der Nähe des ehemaligen Steinertors als Votivkirche erbaute spätgotische St.-Veits-Kirche einen besonderen Akzent.
Die im 13. und 14. Jahrhundert mit großer Energie ausgebaute Stadt war vor 1332 durch eine Ringmauer befestigt. Nach 1477 wurden die Mauern verstärkt und ihnen zum Teil Zwingeranlagen und zweite Mauern vorgelegt. Eine einzigartige fortifikatorische Maßnahme war die Verlegung des Hauptbettes der Donau 1479/80 durch die „Sossauer Bschlacht“, einen Damm, bis unmittelbar vor die Nordmauern des Schlosses und der Stadt. Damit wurden eine bessere militärische Kontrolle der Donau und eine rationellere Eintreibung der Maut, direkt am Schloss, erreicht.
Das spätmittelalterlich vollendete Stadtbild, wie es Sandtner in seinem Modell 1568 zeigt, erfuhr erst nach dem Dreißigjährigen Krieg und im Zeichen der Gegenreformation Veränderungen, die zwar das Stadtdenkmal Straubing bereicherten, seinen spätmittelalterlichen Grundcharakter aber nicht in Frage stellten. Die Niederlassung der Jesuiten 1631 in der Stadt kennzeichnet den Übergang zu barocken Formen und Lebenshaltungen.

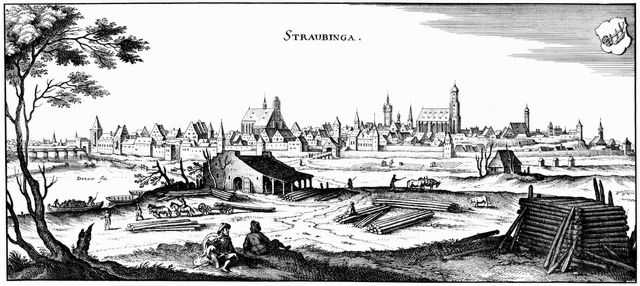
Merian: Straubing von Nordwesten, 1644

Der Orden siedelte sich bei der Liebfrauenkirche an, die er barockisierte, baute 1731 westlich mit dem Kolleg, der neuen Erziehungsstätte für die Straubinger Oberschicht, einen großen, Anspruch erhebenden Trakt an, dessen kasernenhafter Charakter sich betont vom bürgerlichen Gepräge des Stadtplatzes absetzt.
Die Ursulinen siedelten sich 1691 im Osten der Stadt, nahe dem Schloss an, gleichfalls in der für die späten Orden charakteristischen Randlage. Der Orden, dem die Erziehung der Töchter des höheren Bürgertums und des Landadels oblag, konnte die Gebrüder Asam für die Raumgestaltung und Ausstattung der kleinen, vornehmen, zwischen den weit ausgreifenden Klostertrakten eingeschlossenen Klosterkirche gewinnen, die 1741 vollendet wurde.
Die Karmeliten bauten ab 1684 ihr Kloster neu und ließen um 1700 durch Wolfgang Dientzenhofer ihre Kirche barockisieren, der sie eine erstklassige neue Ausstattung gaben. Kapuziner, Franziskaner und Elisabethinerinnen ließen sich außerhalb der Stadt nieder. Im Profanbau wird die Barockisierung der Stadt vor allem an den Wohnbauten des reichen Bürgertums und des Beamtenadels erkennbar. Um 1800 zeigte sich ein erstaunlich großer Teil der etwa 780 Häuser in der 6000 Einwohner zählenden Stadt im barocken oder bereits frühklassizistischen Gewand. Das selbstbewusste Bürgertum zeigte ebenso wie der in der Stadt ansässige Adel seinen behäbigen Reichtum durch die Neugestaltung der Hausfronten, die oft barocken Palais-Fassaden gleichen, durch den Umbau der Repräsentationsräume, Hauskapellen, Stiegenhäuser und Innenhöfe im Stil der Zeit. Dem Straubinger Stuckateur Mathias Obermayr, gestorben 1799, werden die besten Ausgestaltungen dieser Zeit verdankt. Nachdem bei einem Flächenbrand 1780 in der Nordhälfte der Stadt 151 Häuser zerstört worden waren, konnten die Absichten auf Erneuerung der mittelalterlichen Gebäude vor allem dort – im Stil des späten Rokoko und frühen Klassizismus – realisiert werden. Als besondere Leistung der Barockzeit muss die feine Rhythmisierung des Stadtplatzes durch die beiden barocken Brunnen und die 1704 bei der Belagerung der Stadt im Spanischen Erbfolgekrieg gelobte, 1709 gesetzte Dreifaltigkeitssäule gewürdigt werden.

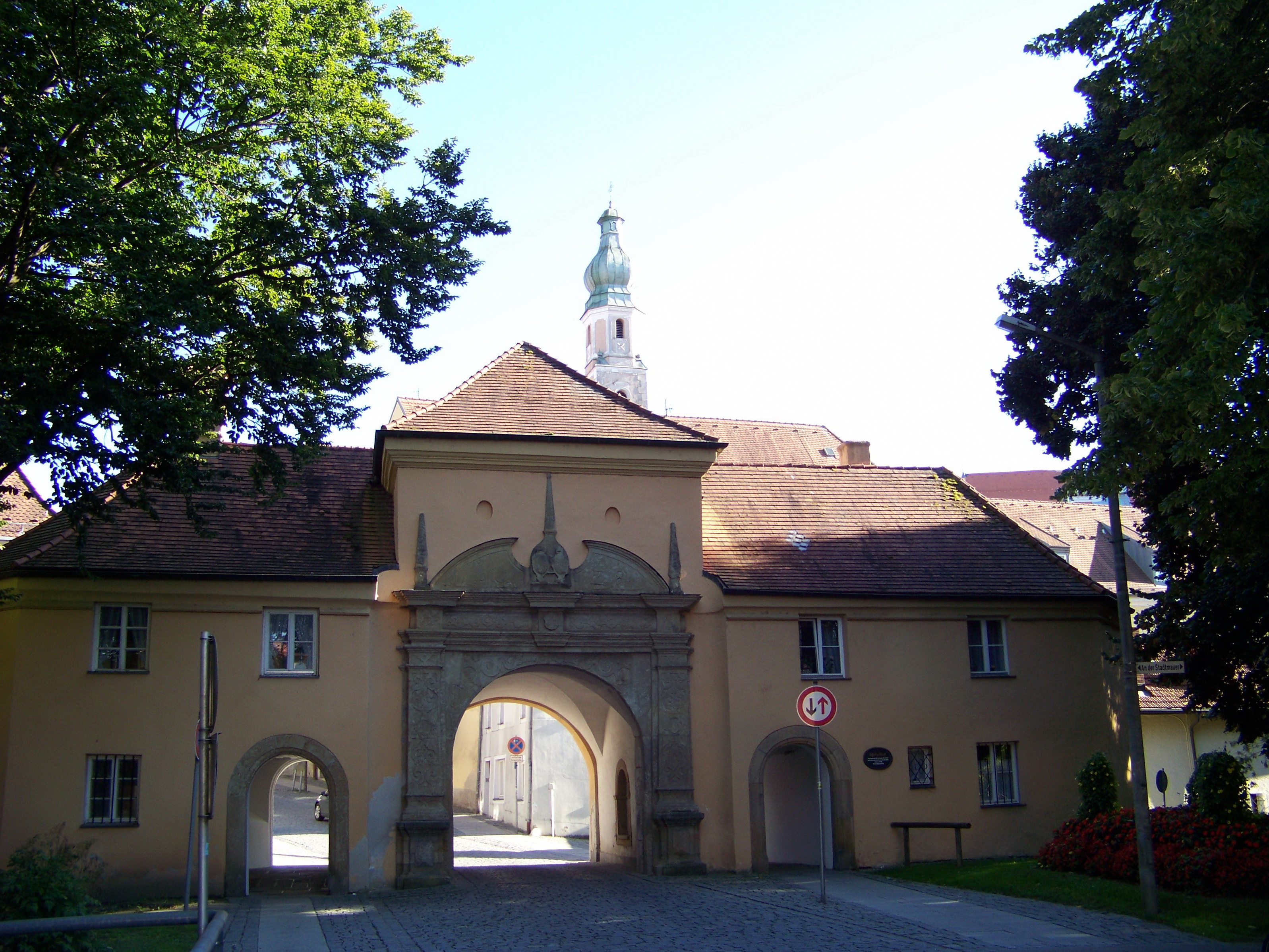
Straubing, Das Spitaltor

Die einschneidendste Veränderung, die das 19. Jahrhundert brachte, betraf die weitgehende Beseitigung der Stadtmauern, Stadtgräben, Zwingeranlagen und Stadttore (bis auf das Spitaltor), somit die Beseitigung der Einfassung der mittelalterlichen Stadt. Die Grenzen des historischen Stadtraums wurden jedoch nicht völlig verschliffen, sie bleiben im Ringstraßenzug des Stadtgrabens deutlich. Am Ostende des Stadt- bzw. Ludwigsplatzes hat die klassizistische Toranlage von 1810 eine bemerkenswerte neue Gestaltung, ein Entree in die innere Stadt, geschaffen.

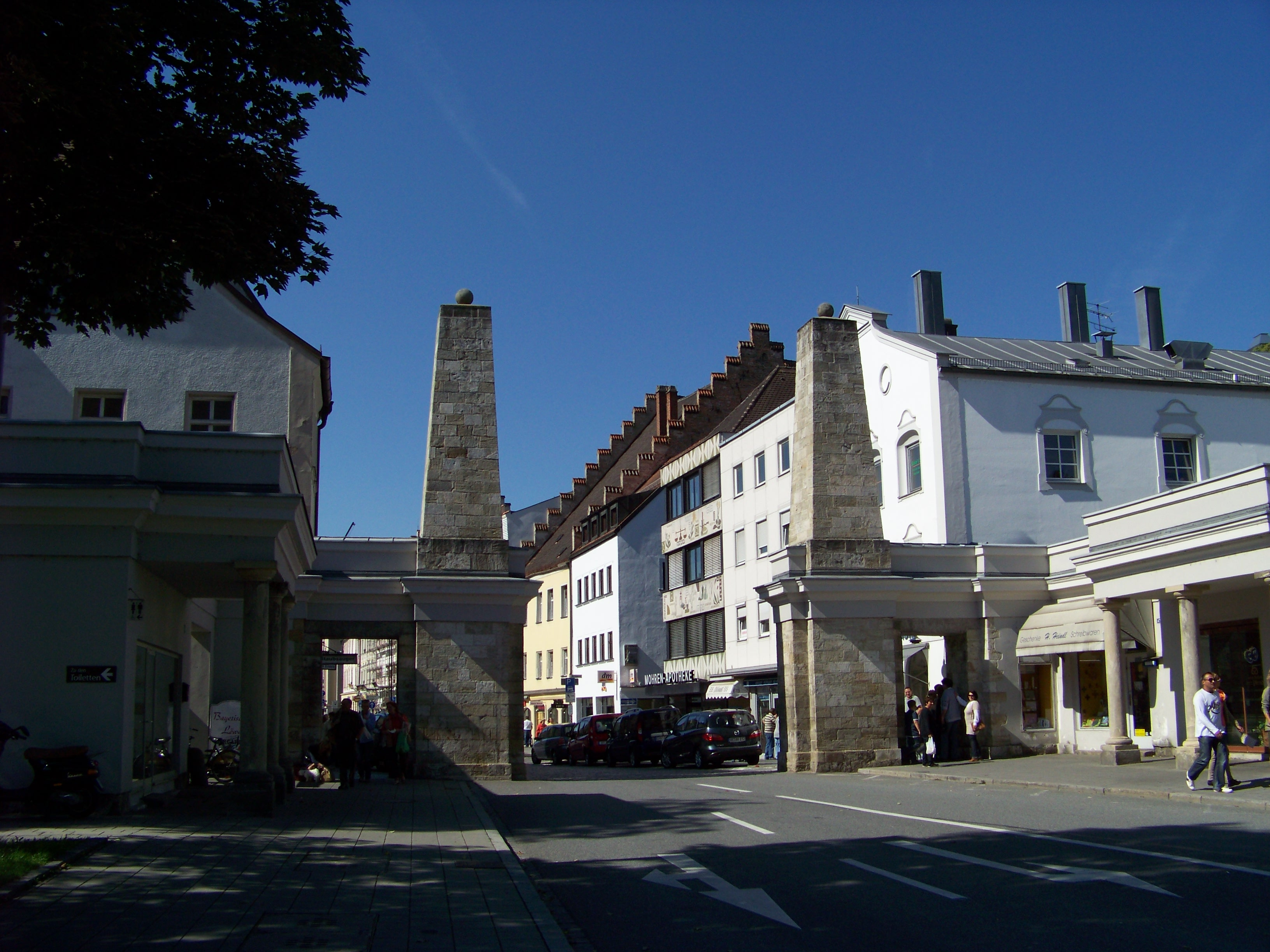
Straubing, Das Ludwigstor am Ludwigsplatz

Der ungebrochene Wohlstand Straubings auch im 19. Jahrhundert, seine Funktion als Wirtschaftsmittelpunkt im reichen Gäuboden, als Amts- und Schulstadt, manifestierte sich in wiederum neu gestalteten, selten neu erbauten Altstadt-Anwesen. Der Repräsentationswille der Stadt und der Bürger erzeugte somit nahezu lückenlos in allen Stilhaltungen gehaltene Straßenbilder mit vereinzelt auftretenden spätgotischen und Renaissanceformen, in Formen des Barock von der Frühzeit bis zum spätesten, mit Details des Empire begleitenden Rokoko, im Stil des Klassizismus, der Neugotik, Neurenaissance und des Neubarock bis zum barockisierenden Jugendstil und zu den Formen eines reduzierten Historismus der zwanziger Jahre (Geschäftshaus des Straubinger Tagblattes).
Die Kleinteiligkeit und die besondere Syntax dieser Formen vom Spätmittelalter bis zum frühen 20. Jahrhundert ist leider durch grob-geometrisierende, auf Fertigteile zurückgreifende Umbauten (besonders Ladeneinbauten) und durch hässliche, überdimensionierte Werbeanlagen bedroht, gestört oder bereits zerstört. Bis auf die abgetragenen Stadttore blieb die Silhouette der Stadt mit den beiden hoch aufragenden, dominierenden Hallenkirchen, der Jakobs- und der Karmelitenkirche, sowie der Liebfrauenkirche und dem Stadtturm erhalten. Noch das 20. Jahrhundert setzte mit dem Wasserturm von 1922 am Ostrand der Altstadt eine wohlbedachte Bereicherung.
Aktennummer: E-2-63-000-1

### Ensemble Wittelsbacherstraße

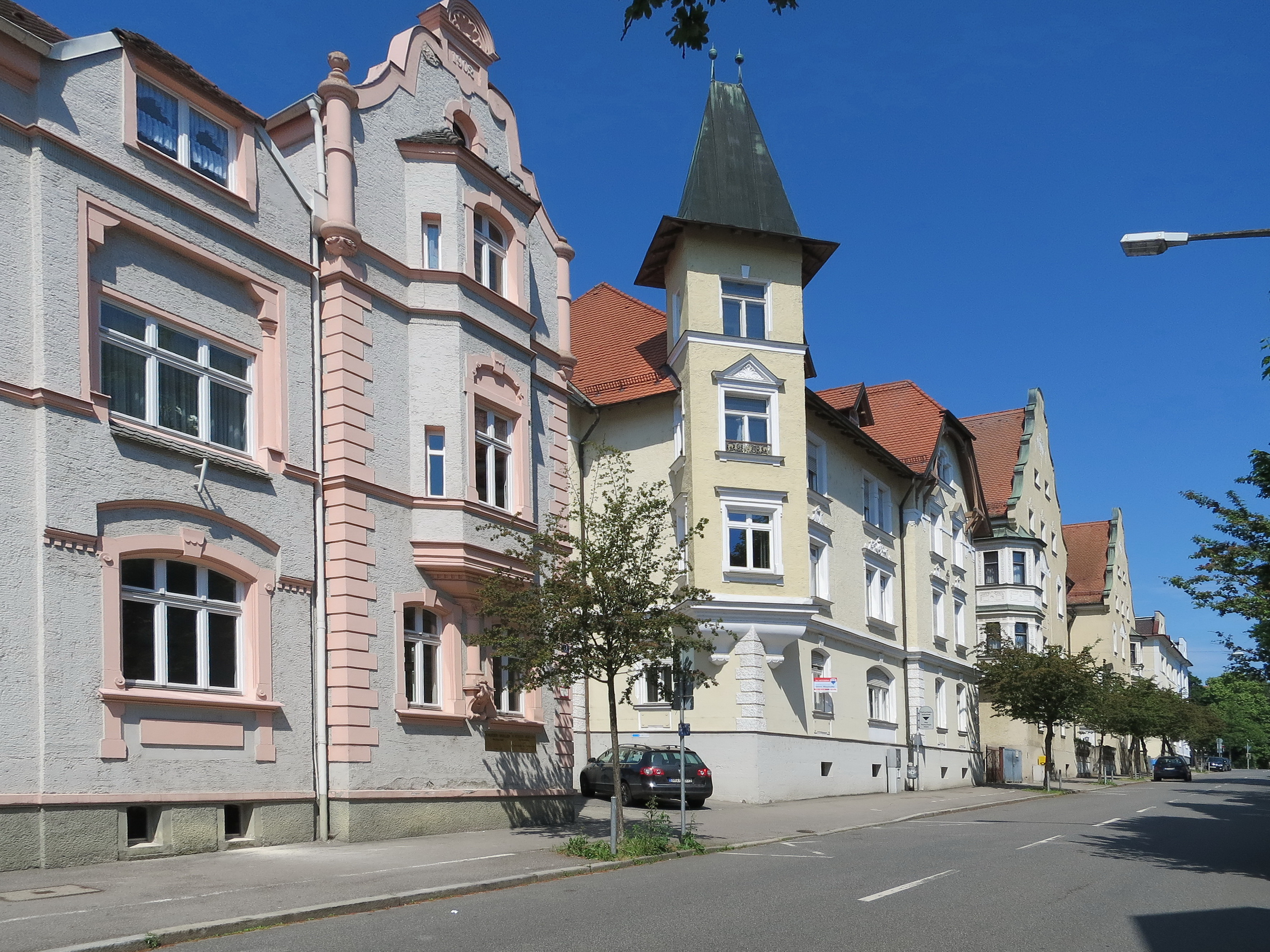
Blick von Süden in das Ensemble Wittelsbacherstraße

Das Ensemble umfasst einen um 1900 angelegten und bebauten Straßenzug, der am südlichen Stadtgraben ansetzt und südlich bis zur Bachstraße verläuft. Seine Gebäude, in offener Bauweise errichtet, sind reich in den Formen des Historismus gegliederte und geschmückte villenartige Mietshäuser, die durch ihre Giebelrisalite, Zwerchhäuser und Erkertürme höher erscheinen als sie mit ihren zwei oder drei Geschossen sind und die von zwei monumentalen Bauten, dem Marieninstitut und der Synagoge überragt und beherrscht werden.
Das Ensemble macht den Wohlstand der Stadt und des umgebenden Gäubodens um die Jahrhundertwende anschaulich und zeigt, in welch monumentaler Weise damals anstehende Bauaufgaben in Straubing gelöst wurden. Das Ensemble hat Störungen erfahren durch die Fassadenverkleidungen bei Nr. 10 und die Vereinfachung der Fassaden von Nr. 5, 8, 12.
Aktennummer: E-2-63-000-2

## Stadtbefestigung
| Lage | Objekt | Beschreibung | Akten-Nr.    | Bild |
| --- | --- | --- | ------------ | --- |
| Am Kinseherberg 24; In der Bürg 34; Weißgerbergasse 16 a; Fürstenstraße 15 a (Standort)                          | Erster Bering der Befestigung unter Ausschluss der Nordwestecke der Stadt (Weißgerbergasse, Am Pulverturm) vor 1332 vollendet | Ab 1447 Ausbau der Mauer, Anlage des Zwingers und der zweiten Mauer im Westen (nicht erhalten), Heranleitung der Donau durch die "Bschlacht" Von den Toren nur das Spitaltor erhalten - siehe Spitalthor 7 Ältere Nordmauer, Ziegelstein, vor 1332, Reste erhalten bei In der Bürg 34 bis 6, und am Kalvarienberg zwischen Kalvarienberg 6 b und Seminargasse 21 Von der 1447 ausgebauten Befestigung Reste erhalten im Westen bei Theresienplatz 50 bis In der Bürg 34 sowie Am Pulverturm 1 bis 11 Nach Norden erhaltene Reste bei Am Pulverturm 13 bis Weißgerbergasse 8, Weißgerbergasse 6 bis Fronfeste 6 Doppelte Mauer im Bereich des ehemaligen Stadtgefängnisses bei Fronfeste 6 bis Fischram 16, Fischram 16 bis 2, Am Spitalthor 6a bis c, Rot-Kreuz-Platz 1 bis 3, Fürstenstraße 1 bis 7, westlich Rentamtsberg 1 Wehrturm, sogenannter Polizeiturm, Pyramidendachbau über rechteckigem Grundriss, Walmdachanbau nach Osten, wohl nach 1477 Pulverturm, runder Wehrturm mit Kegeldach, Ziegelstein, Ende 15. Jahrhundert Wohnhaus, dreigeschossiger Schopfwalmdachbau, um 1800, im Kern ehemaliger Wehrturm der Stadtbefestigung Wehrturm, sogenannter Josephi- oder Agnes-Bernauer-Turm, polygonaler Schalenturm mit Zinnen, im Sockel Schlüsselloch-Schießscharten, wohl nach 1477 | D-2-63-000-1 | Erster Bering der Befestigung unter Ausschluss der Nordwestecke der Stadt (Weißgerbergasse, Am Pulverturm) vor 1332 vollendet                                                              |
| Am Kinseherberg 24 (Standort)                                                                                    | Pulverturm | Runder Wehrturm an der Nordwestecke der Stadtbefestigung, mit Kegeldach, Ende 15. Jahrhundert, ehemals auch Zeughaus Anschließender Stadtmauerzug, gleichzeitig | D-2-63-000-1 | weitere Bilder |
| Am Pulverturm 1; Am Pulverturm 3; Am Pulverturm 5; Am Pulverturm 7; Am Pulverturm 9; Am Pulverturm 11 (Standort) | Westliche Stadtmauer | Zugehörige, zum Teil überbaute Teile der westlichen Stadtmauer, 1477 ff | D-2-63-000-1 | [[Vorlage:Bilderwunsch/code!/C:48.8826108,12.564337!/D:Am Pulverturm 1; Am Pulverturm 3; Am Pulverturm 5; Am Pulverturm 7; Am Pulverturm 9; Am Pulverturm 11, Westliche Stadtmauer!/\|BW]] |
| Fischram 2; Fischram 4; Fischram 6; Fischram 8; Fischram 10; Fischram 12; Fischram 14; Fischram 16 (Standort)    | Kleine traufseitige Wohnhäuser                                                                                                | Zweigeschossig, in einer geschlossenen Reihe, Anfang 19. Jahrhundert, auf der mittelalterlichen Stadtmauer aufsitzend | D-2-63-000-1 | Kleine traufseitige Wohnhäuser |
| Fürstenstraße 1-8 (Standort)                                                                                     | Teile der Stadtmauer | 1477 ff., in den Nordseiten der Häuser | D-2-63-000-1 | BW |
| In der Bürg 1 (Standort)                                                                                         | Turm, sogenannter Polizeiturm                                                                                                 | Wehrturm der Stadtbefestigung, wohl 1477 ff Angeschlossener Zug der Stadtmauer nach Süden, bis Theresienplatz 1, 1477 ff., auf älterer Grundlage Angeschlossene Reste und Stützmauern der älteren Nordmauer, bis In der Bürg 4, 13./15. Jahrhundert Der Turm ist auch als Weytterturm bekannt und beherbergt eine Galerie | D-2-63-000-1 | weitere Bilder |
| Kalvarienberg (Standort)                                                                                         | Reste der älteren nördlichen Stadtmauer                                                                                       | 13./15. Jahrhundert; Stützmauern und Pflasterung des Kalvarienbergs, 18./19. Jahrhundert | D-2-63-000-1 | Reste der älteren nördlichen Stadtmauer |
| Rentamtsberg (Standort)                                                                                          | Josephi- oder Agnes-Bernauer-Turm                                                                                             | Wehrturm der Stadtbefestigung, Schalenturm mit Zinnen, wohl 1477; angeschlossene Züge der Stadtmauer nach Osten und Süden, 1477 ff. | D-2-63-000-1 | weitere Bilder |
| Spitalgasse 6; Spitalgasse 7; Spitalgasse 8 (Standort)                                                           | Zugehörige Teile der nördlichen Stadtmauer                                                                                    | Aus den Jahren 1477 ff. | D-2-63-000-1 | [[Vorlage:Bilderwunsch/code!/C:48.8841518,12.5693008!/D:Spitalgasse 6; Spitalgasse 7; Spitalgasse 8, Zugehörige Teile der nördlichen Stadtmauer!/\|BW]]                                    |
| Unterm Rain (Standort)                                                                                           | Teilstücke der Stadtmauer aus der Zeit vor der nördlichen Erweiterung                                                         | 13./14. Jahrhundert; gegenüber Nr. 10, 12, 14, 16, 22 nicht nachqualifiziert, im Bayerischen Denkmal-Atlas nicht kartiert | D-2-63-000-1 | BW |
| Weißgerbergasse (Standort)                                                                                       | Nordzug der Stadtmauer | 1477 ff. | D-2-63-000-1 | Nordzug der Stadtmauer |
| Weißgerbergasse 16 a (Standort)                                                                                  | Wohnhaus | Dreigeschossig, mit Krüppelwalmdach, um 1800, auf den Resten eines ehemaligen Stadtmauerturms aufsitzend | D-2-63-000-1 | weitere Bilder |

## Baudenkmäler nach Stadtteilen

### Straubing
| Lage                                                               | Objekt                                                                                                  | Beschreibung | Akten-Nr.      | Bild |
| ------------------------------------------------------------------ | --- | --- | -------------- | --- |
| Äußere Passauer Straße (Standort)                                  | Burgfriedenssäule                                                                                       | kandelaberartig gestalteter Stadtgrenzstein, Stein, 1626 | D-2-63-000-5   | BW |
| Äußere Passauer Straße 60 (Standort)                               | Pflegeanstalt der Barmherzigen Brüder                                                                   | Dreigeschossiger Langtrakt mit Satteldach, mittig Giebelrisalit mit eingeschobenem Kapellenbau, 1893–1900 von Josef Lindner, nach Kriegsschäden 1954 erneuert | D-2-63-000-2   | weitere Bilder |
| Äußere Passauer Straße 90 (Standort)                               | Ehemalige Königliche Strafanstalt Straubing, jetzt Justizvollzugsanstalt                                | Mehrflügeliger Baukomplex nach dem sogenannten Pennsylvania System für insgesamt 1000 Häftlinge, in reduziert-neubarocken Formen, 1898–1902 von Bauamtsassessor Benno Grünewald (bis Mai 1901) und Bauamtsassessor Wilhelm Heilmann Ehemaliger Zuchthaus- und Gefängnisbau, zwei viergeschossige, verputzte Ziegelsteinbauten mit Walmdächern, mit je vier um eine oktogonale Zentralhalle kreuzförmig angeordneten panoptischen Flügeln Torwache, eingeschossiger dreiflügeliger Walmdachbau mit erhöhtem Mittelpavillon Büro- und Verwaltungsgebäude, zweigeschossiger Walmdachbau über U-förmigem Grundriss mit turmartigen Risaliten nach Osten Anstaltskirche "Zur Kreuzerhöhung", Saalkirche mit Steildach und Giebelreiter, Trikonchos; mit Ausstattung Ehemaliges Kino, zweigeschossiger verputzter Satteldachbau als Bindeglied zwischen nördlichem und südlichem Gefängnisbau Spital, zweigeschossiger Walmdachbau über E-förmigem Grundriss mit betontem Mittelbau Forensik, ehemaliges Krankenhaus für irre Verbrecher, zweigeschossiger Walmdachbau über L-förmigem Grundriss mit Dachhäuschen und Dachlaterne, 1917 Umfassungsmauer, den Binnenhof der Forensik nach Süden umschließend, 1917 Ehemaliger Gärtnerpavillon, kleiner Pyramidendachbau im Süden der Anlage, um 1900 Einfriedungsmauer zur Äußeren Passauer Straße, Sockelmauer und Mauerpfeiler mit profilierten Abschlüssen, dazwischen Eisengitterzaun, um 1900 | D-2-63-000-3   | weitere Bilder |
| Äußere Passauer Straße 94 (Standort)                               | Gedächtniskreuz auf Steinsockel                                                                         | Nach 1837 | D-2-63-000-4   | weitere Bilder |
| Albrechtsgasse 10 (Standort)                                       | Wohnhaus                                                                                                | Dreigeschossiger Mansardgiebeldachbau mit Neurenaissance-Fassade, Ende 19. Jahrhundert, im Kern wohl älter | D-2-63-000-12  | weitere Bilder |
| Albrechtsgasse 23 (Standort)                                       | Wohn- und Geschäftshaus                                                                                 | Viergeschossiger Satteldachbau, im Kern wohl 18. Jahrhundert, neubarocke Fassade um 1900 | D-2-63-000-7   | weitere Bilder |
| Albrechtsgasse 24 (Standort)                                       | Katholische Karmeliten-Klosterkirche Hl. Geist                                                          | Dreischiffige Hallenkirche mit Steildach und eingezogenem, fünfseitig geschlossenem Chor, nach 1367, Barockisierung, Westfassade und -turm nach 1700 von Wolfgang Dientzenhofer, Turmhelm um 1860/70; mit Ausstattung | D-2-63-000-11  | weitere Bilder |
| Albrechtsgasse 27 (Standort)                                       | Bürgerhaus                                                                                              | Stattliches dreigeschossiges Eckhaus mit Mansardwalmdach, im Kern 15./16. Jahrhundert, spätbarocke Fassade zweite Hälfte 18. Jahrhundert Im Erdgeschoss Gaststube, mit Ausstattung | D-2-63-000-276 | weitere Bilder |
| Albrechtsgasse 28; Burggasse 33 (Standort)                         | Karmelitenkloster                                                                                       | Dreigeschossige Vierflügelanlage mit Steil- und Walmdächern, mit Gesimsgliederung und Fensterohrungen, 1684 von Caspar Zuccalli, 1841 erhöht und erweitert; mit Ausstattung Barocke Kellergewölbe des 1982 abgebrochenen Sudhauses der Karmelitenbrauerei Klostermauer, mit Blendarkaden zum Innenhof, wohl 18. Jahrhundert | D-2-63-000-10  | weitere Bilder |
| Albrechtsgasse 31 (Standort)                                       | Wohnhaus                                                                                                | Zweigeschossiger und traufständiger Mansarddachbau mit Jugendstilfassade und geschweiftem Zwerchgiebel, bezeichnet mit „1905“ | D-2-63-000-8   | weitere Bilder |
| Albrechtsgasse 35 (Standort)                                       | Wohnhaus                                                                                                | Zweieinhalbgeschossiger Halbwalmdachbau, mit faszierten Fensterrahmungen und Heiligennische, letztes Viertel 18. Jahrhundert | D-2-63-000-9   | weitere Bilder |
| Am Hagen 2 (Standort)                                              | Schöpfwerk Straubing                                                                                    | Zweigeschossiger Putzbau mit Walmdach, bezeichnet mit „1940“ Südlich vorgeschalteter Vorfluter mit Mahlbusen, gleichzeitig | D-2-63-000-334 | weitere Bilder |
| Am Platzl 1 (Standort)                                             | Katholische Filialkirche St. Veit                                                                       | Saalkirche mit Steildach und eingezogenem, fünfseitig geschlossenem Chor, Flankenturm mit Zwiebelhaube, gotisch, 1393–1404, barockisierender Ausbau 1702/03, zweite Barockisierung 1762; mit Ausstattung | D-2-63-000-15  | weitere Bilder |
| Am Platzl 13; Am Platzl 15 (Standort)                              | Wohnhaus                                                                                                | Dreigeschossiger Walmdachbau, im Kern spätgotisch, Fassade Ende 18. Jahrhundert Spätgotisches Türgewände zum Nachbargebäude nach Osten | D-2-63-000-17  | weitere Bilder |
| Am Platzl 43 (Standort)                                            | Wohnhaus                                                                                                | Zweigeschossiger Halbwalmdachbau mit angeschlepptem Pultdachbau nach Süden, Obergeschoss von 1920, auf den Grundmauern der ehemaligen Kapuzinerkirche errichtet, Keller und Erdgeschoss im Kern von 1650 | D-2-63-000-18  | weitere Bilder |
| Am Pulverturm 13 (Standort)                                        | Wohnhaus                                                                                                | Zweigeschossiger Zweiflügelbau mit Walm- und Halbwalmdach, nach Süden spätbarocke Stuckfassade, bezeichnet mit „1782“ | D-2-63-000-23  | weitere Bilder |
| Am Spitalthor 6 (Standort)                                         | Wohnhaus                                                                                                | Eckhaus, mächtiger zweigeschossiger Walmdachbau, traufseitig mit Aufzugsgaube, Portal bezeichnet mit „1781“ | D-2-63-000-202 | weitere Bilder |
| Am Spitalthor 6 c (Standort)                                       | Lagerhaus                                                                                               | Viergeschossiger Schopfwalmdachbau, verputzter Ziegelsteinbau, Ende 18. Jahrhundert | D-2-63-000-312 | weitere Bilder |
| Am Spitalthor 7, 8 (Standort)                                      | Stadttor                                                                                                | Dreiteiliges Torhaus mit mittlerer Durchfahrt und seitlichen Durchgängen, feldseitig mit Ädikulaportal, im Kern spätmittelalterlich, ausgebaut 1628 | D-2-63-000-201 | weitere Bilder |
| An der Kraftzentrale 4 (Standort)                                  | Kraftzentrale der ehemaligen Dachziegelwerke Josef Mayr GdbR                                            | Langgestreckter Satteldachbau mit Sockelgeschoss und hohen Fenstern, 1952 von Franz Kammel, Straubing Mit bauzeitlicher technischer Ausstattung (kohlebefeuerte Dampfmaschine) | D-2-63-000-320 | BW |
| Aprilgasse 11 (Standort)                                           | Bürgerhaus                                                                                              | Zweigeschossiger Steildachbau, im Kern spätgotisch, Fassade zweite Hälfte 19. Jahrhundert | D-2-63-000-24  | weitere Bilder |
| Aprilgasse 13, 11 (Standort)                                       | Wohn- und Geschäftshaus                                                                                 | zweigeschossiger und traufständiger Satteldachbau, mit zwei Stichbogentoren, 18. Jh. (dendro.dat. 1720 und 1797/98), im Kern spätmittelalterlich, 15./16. Jh., Ausbau und Fassade 2. Hälfte 19. Jh.; Rückgebäude, ehem. Magazin, 1892 | D-2-63-000-388 | BW |
| Aprilgasse 18, 20 (Standort)                                       | Wohn- und Geschäftshaus                                                                                 | Eckhaus, zweiflügeliger dreigeschossiger Schopfwalmdachbau, im Kern spätgotisch, Ausbau Mitte 19. Jahrhundert | D-2-63-000-25  | weitere Bilder |
| Azlburger Straße 15, 17, 19, 21 (Standort)                         | Elisabethinerinnenkloster Azlburg, ehemaliger Hofmarksitz                                               | Seit 1748 im Besitz der Elisabethinerinnen, 1787–1789 Neubau von Kloster und Kirche durch Anton Baumgartner Klosterkirche St. Anna, Saalkirche mit Satteldach, dreiseitig geschlossen, Flankenturm mit Zwiebelhaube; mit Ausstattung Klostergebäude, Vierflügelanlage mit dreigeschossigen Walmdachtrakten, nach Nordosten Polygonalturm mit Zwiebelhaube Nebengebäude, zweigeschossiger Walmdachbau, Neurenaissance, wohl zweite Hälfte 19. Jahrhundert (Erweiterungen modern); mit Ausstattung | D-2-63-000-28  | weitere Bilder |
| Bärenweg ()                                                        | Grenzstein                                                                                              | ca. drei Meter hohe achteckige Stele aus mehreren Segmenten, mit Sockel, pyramidalem Kopfstück und Inschriften "STADT BEZIRK / LAND GERICHTS BEZIRK", Granit, 2. Viertel 19. Jahrhundert | D-2-63-000-487 | |
| Bahnhofplatz 1 (Standort)                                          | Ehemaliges Postamt                                                                                      | Zweigeschossiger Zweiflügelbau mit Wellengiebel in Ecklage, gruppiert mit Steil- und Walmdächern, an der Ecke Eingangshalle mit akzentuierender Balustrade, 1906 | D-2-63-000-30  | weitere Bilder |
| Bahnhofplatz 5 b (Standort)                                        | Villa Katerina                                                                                          | Zweigeschossiger gegliederter Baukörper mit Steil- und Walmdach sowie Schweifgiebeln, Rundturm mit Spitzhelm nach Westen, Neurenaissance, 1894/95 von Franz Dendl | D-2-63-000-31  | weitere Bilder |
| Bahnhofplatz 15 (Standort)                                         | Mietshaus, ehemaliges Dienstwohngebäude der Bahn                                                        | Dreigeschossiger traufständiger Satteldachbau, Ziegelmauerwerk mit Werksteingliederungen, 1901 | D-2-63-000-314 | weitere Bilder |
| Bahnhofstraße 2; Stadtgraben 40 (Standort)                         | Bankhaus                                                                                                | Eckhaus, mächtiger dreigeschossiger Steil- und Walmdachbau über winkelförmigem Grundriss, mit Schweifgiebeln und übergiebelten Erkern, Neurenaissance, 1914 von Eugen Drollinger | D-2-63-000-32  | weitere Bilder |
| Bahnhofstraße 32 c (Standort)                                      | Ehemaliges Lagerhaus des Landwirtschaftlichen Bezirksvereins Straubing                                  | langgestreckter Bodenspeicher, zweigeschossiger Massivbau mit Sattel- bzw. Walmdach, Binnenkonstruktion aus Holz, östlicher Teil 1908, westlicher Teil 1910, Aufstockung des östlichen Teils mit Fassadengestaltung 1930er Jahre | D-2-63-000-485 | BW |
| Bernauergasse 11 (Standort)                                        | Wohnhaus                                                                                                | Dreigeschossiger und traufständiger Flachsatteldachbau, 17./18. Jahrhundert, Fassade zweite Hälfte 19. Jahrhundert, Portal bezeichnet mit „1885“ | D-2-63-000-33  | Wohnhaus |
| Bernauergasse 12 (Standort)                                        | Wohnhaus                                                                                                | Mächtiger dreigeschossiger Giebelbau mit Halbwalmdach, im Kern 17./18. Jahrhundert | D-2-63-000-34  | Wohnhaus |
| Burggasse 26, Hofstatt 14 (Standort)                               | Wohn- und Geschäftshaus                                                                                 | ehem. Handwerkerhaus, viergeschossiger Satteldachbau mit rückwärtigem Hofflügel, mittelalterlicher Kernbau mit barockem Ausbau und Veränderungen im 19. Jh., Hofflügel mit gewölbtem, ehemals offenem Arkadengang wohl 17./18. Jh. | D-2-63-000-478 | BW |
| Burggasse 34, 38, 40, Schloßplatz 4 (Standort)                     | Ursulinenkloster mit Kirche und Schule                                                                  | Katholische Klosterkirche, kreuzförmiger barocker Zentralbau mit pilastrierter Schauseite, Dachreiter mit Zwiebelhaube, 1736–41 von Egid Quirin und Cosmas Damian Asam Klosterbauten mit Schule, viergeschossige, um zwei Rechteckhöfe gruppierte Flügel mit Walmdächern, im Kern um 1700, Ostflügel 1909, spätere Veränderungen Nordflügel, dreigeschossiger Satteldachbau mit Treppengiebel, bezeichnet mit „1873“, im Kern wohl älter Alles mit historischer Ausstattung | D-2-63-000-36  | weitere Bilder |
| Donaugasse 22 (Standort)                                           | Wohnhaus                                                                                                | zweigeschossiger und villenartiger Walmdachbau mit übergiebelten Risaliten und doppelgeschossiger Eingangsaltane, historisierende Fassadengliederung, 1901, zweigeschossige Erweiterung 1910. | D-2-63-000-431 | BW |
| Donaugasse 24 (Standort)                                           | Villa Reng                                                                                              | Zweigeschossiger kubusartiger Pyramidendachbau mit Rundbogenfenstern, 1840/41 Hofeinfriedung, Mauerpfeiler mit Brüstung und Eisengitter, gleichzeitig | D-2-63-000-40  | BW |
| Dr.-Otto-Höchtl-Straße 10 (Standort)                               | Mietshaus                                                                                               | Dreigeschossiger villenartiger Mansardwalmdachbau, mit straßenseitigem Giebelerker und Eckturm nach Nordosten, Jugendstil, bezeichnet mit „1906“ | D-2-63-000-39  | BW |
| Dr.-Otto-Höchtl-Straße 39, 41 (Standort)                           | Bedienstetenwohngebäude des ehemaligen Wagenhofes der Post                                              | Mächtiger dreigeschossiger Walmdachbau, mittlere rundbogige Tordurchfahrt mit flankierender Bauskulptur, unter Leitung von Robert Vorhoelzer, beteiligt Fritz Kalkner, Franz Holzhammer, Herbert Landauer, 1927 | D-2-63-000-313 | BW |
| Fischram 2 (Standort)                                              | Wohnhaus                                                                                                | Langgestreckter zweigeschossiger Satteldachbau, traufseitig auf der mittelalterlichen Stadtmauer aufsitzend, Anfang 19. Jahrhundert | D-2-63-000-350 | weitere Bilder |
| Fischram 10, 12 (Standort)                                         | Wohnhaus                                                                                                | Zweigeschossiger Steildachbau, traufseitig auf der mittelalterlichen Stadtmauer aufsitzend, Anfang 19. Jahrhundert | D-2-63-000-441 | weitere Bilder |
| Fischram 14 (Standort)                                             | Wohnhaus                                                                                                | Zweigeschossiger Steildachbau, traufseitig auf der mittelalterlichen Stadtmauer aufsitzend, Anfang 19. Jahrhundert | D-2-63-000-442 | weitere Bilder |
| Fischram 16 (Standort)                                             | Wohnhaus                                                                                                | Zweigeschossiger langgestreckter Satteldachbau, traufseitig auf der mittelalterlichen Stadtmauer aufsitzend, Anfang 19. Jahrhundert | D-2-63-000-443 | weitere Bilder |
| Flurlgasse 7 (Standort)                                            | Ehemaliger Stadel                                                                                       | Zweigeschossiger und verputzter Ziegelbau mit Halbwalmdach, 1789 (dendro. dat.); heute Rückgebäude zu Flurlgasse 7 | D-2-63-000-455 | BW |
| Flurlgasse 17 (Standort)                                           | Wohn- und Geschäftshaus                                                                                 | dreigeschossiger Massivbau, 1430 (dendro.dat.), Veränderungen des 19. Jh., Fassade mit klassizistischem Putzdekor, Tondo der Medusa Rondanini, 1. Drittel 19. Jh. | D-2-63-000-370 | BW |
| Flurlgasse 23 (Standort)                                           | Ehemaliges Pflegeheim des St. Vinzentiusvereins                                                         | Eckhaus, dreigeschossiger Halbwalmdachbau mit Zwerchgiebeln und neubarocker Fassadengliederung, Hausfigur des Hl. Vinzenz von Paul, 1906 Fassadengemälde an der Südseite, 1950er Jahre von Josef Eberl | D-2-63-000-331 | BW |
| Frauenbrünnlstraße 23 (Standort)                                   | Wohnhaus                                                                                                | Zweigeschossiger Walmdachbau mit Profilgesims, wohl 1. Viertel 19. Jahrhundert | D-2-63-000-45  | BW |
| Frauenbrünnlstraße 99 a (Standort)                                 | Stadtgrenzstein                                                                                         | Schlanker Werksteinquader mit Wappen und Inschriften, um 1650 | D-2-63-000-311 | weitere Bilder |
| Frauenbrünnlstraße 111a; Nähe Regensburger Straße (Standort)       | Stadtgrenzstein                                                                                         | Schlanker, obeliskartiger Granitquader mit Inschriften, zweite Hälfte 19. Jahrhundert | D-2-63-000-324 | weitere Bilder |
| Fraunhoferstraße 3 (Standort)                                      | Gedenktafeln zur Erinnerung an Joseph von Fraunhofer                                                    | Bezeichnet mit „1827“, und Bronzebüste, um 1827; an der Fassade des Geburtshauses Fraunhofers | D-2-63-000-47  | weitere Bilder |
| Fraunhoferstraße 7 (Standort)                                      | Wohn- und Geschäftshaus (Bäckerei)                                                                      | Dreigeschossiger traufständiger Steildachbau, im Kern drei schmale Häuser des 16./17. Jahrhundert, durch biedermeierliche Putzfassade zusammengefasst, zweites Viertel 19. Jahrhundert Im Hof hölzerne Galerien, Anfang 19. Jahrhundert | D-2-63-000-48  | weitere Bilder |
| Fraunhoferstraße 8 (Standort)                                      | Bürgerhaus                                                                                              | Dreigeschossiger traufständiger Steildachbau mit mittlerem Torbogen und Rokokofassade, Ende 18. Jahrhundert | D-2-63-000-61  | weitere Bilder |
| Fraunhoferstraße 11 (Standort)                                     | Bürgerhaus                                                                                              | dreigeschossiger traufständiger Steildachbau mit Segmentbogentor, im Kern 17./18. Jahrhundert | D-2-63-000-49  | weitere Bilder |
| Fraunhoferstraße 13 (Standort)                                     | Bürgerhaus                                                                                              | Viergeschossiger traufständiger Satteldachbau mit Segmentbogentor, reiche Rokokofassade, 1763, wohl von Mathias Obermayr | D-2-63-000-50  | weitere Bilder |
| Fraunhoferstraße 14 (Standort)                                     | Wohn- und Geschäftshaus                                                                                 | Dreigeschossiger traufständiger Satteldachbau mit weitläufiger Kelleranlage, im Kern 17./18. Jahrhundert, neugotische Fassade 1865 Dreigeschossiger Verbindungstrakt, Erdgeschoss um 1800, Obergeschosse mit geschlossenen Laubengängen 1865 Rückgebäude, zweigeschossiger Satteldachbau, um 1800, Überformungen 1865 | D-2-63-000-60  | weitere Bilder |
| Fraunhoferstraße 15 (Standort)                                     | Wohnhaus                                                                                                | Dreigeschossiger traufständiger Steildachbau, 16./17. Jahrhundert, im Kern 13. Jahrhundert, neubarocke Fassade um 1900 | D-2-63-000-51  | weitere Bilder |
| Fraunhoferstraße 17 (Standort)                                     | Ehemalige Setz`sche Brauerei                                                                            | Dreigeschossiger und traufständiger Steildachbau mit mittiger Tordurchfahrt, bezeichnet mit „1873“, im Kern 15./16. Jahrhundert, zweigeschossige Kelleranlage des 14.–18. Jahrhunderts, neubarocke Fassade um 1900 | D-2-63-000-52  | weitere Bilder |
| Fraunhoferstraße 18 (Standort)                                     | Stadtpalast                                                                                             | Vierflügelanlage mit Innenhof, Straßenflügel dreigeschossiger traufständiger Mansarddachbau mit frühklassizistischer Fassadengliederung und eisernem Balkongitter, bezeichnet mit „1783“ | D-2-63-000-59  | weitere Bilder |
| Fraunhoferstraße 20 (Standort)                                     | Wohnhaus                                                                                                | Dreigeschossiger traufständiger Steildachbau, 18. Jahrhundert, im Kern wohl älter, Keller mittelalterlich, Hofflügel mit hölzernen Galerien | D-2-63-000-58  | weitere Bilder |
| Fraunhoferstraße 21 (Standort)                                     | Stadtpalast                                                                                             | Dreigeschossiger traufständiger Steildachbau mit Flacherker, im Kern 15./16. Jahrhundert, Rokokofassade, letztes Viertel 18. Jahrhundert | D-2-63-000-53  | weitere Bilder |
| Fraunhoferstraße 23 (Standort)                                     | Ehemaliges Patrizierhaus, jetzt Gäuboden-Museum                                                         | Vierflügelanlage mit geschlossenem Innenhof, Straßenflügel als dreigeschossiger traufständiger Steildachbau mit spätbarocker Fassade, letztes Viertel 18. Jahrhundert | D-2-63-000-54  | weitere Bilder |
| Fraunhoferstraße 29 (Standort)                                     | Bürgerhaus                                                                                              | Dreigeschossiger traufständiger Steildachbau mit übergiebeltem Mittelrisalit und korbbogiger Tordurchfahrt, frühklassizistische Fassade, umbauter Innenhof, 1784 | D-2-63-000-55  | weitere Bilder |
| Fraunhoferstraße 30 (Standort)                                     | Wohnhaus                                                                                                | Eckhaus, dreigeschossiger Walmdachbau mit Korbbogentor, bezeichnet mit „1555“ | D-2-63-000-57  | weitere Bilder |
| Friedhofstraße 60; Friedhofstraße 62; Waldfriedhof (Standort)      | Friedhof St. Michael, ehemaliger Armen- und Soldatenfriedhof                                            | Nachweisbar seit dem 14. Jahrhundert, im 18. und 19. Jahrhundert erweitert, seit 1879 Zentralfriedhof, Grabstätten des 19. Jahrhunderts und ersten Drittels des 20. Jahrhunderts (siehe Liste der Grabdenkmäler) Aussegnungshalle, dreiflügeliger Satteldachbau mit mittlerem Querflügel, Erdgeschoss mit Arkaden nach Westen, neuromanisch, 1894 von Franz Dendl Friedhofsmauer, Sichtziegelstein mit Pfeilergliederungen, nach 1868 Kolumbarium, fünfeckiger Pavillon mit Mansardwalmdach, neuromanisch/Jugendstil, um 1910 Kriegerdenkmal für den Deutsch-Französischen Krieg 1870/71, Obelisk auf Quaderpostament, Werkstein, 4. Viertel 19. Jahrhundert Sogenannter Waldfriedhof, gärtnerisch gestaltete Anlage, 1920 nach einem Entwurf von Ludwig Bogner, 1926 um Ehrenfriedhof erweitert Friedhofsmauer, wohl 1920er Jahre. | D-2-63-000-63  | [[Vorlage:Bilderwunsch/code!/O:Friedhof St. Michael (Straubing)!/C:48.87713,12.58966!/D:Friedhofstraße 60; Friedhofstraße 62; Waldfriedhof, Friedhof St. Michael, ehemaliger Armen- und Soldatenfriedhof!/\|BW]] |
| Fronfeste 6 (Standort)                                             | Ehemaliges Stadtgefängnis                                                                               | Zwei- und dreigeschossiger Zweiflügelbau mit Walm- und Steildach, nach Norden und Süden Turmbauten mit Pyramidendächern, spätmittelalterlich | D-2-63-000-64  | weitere Bilder |
| Fürstenstraße 3 (Standort)                                         | Wohn- und Geschäftshaus                                                                                 | Dreigeschossiger Walmdachbau über L-förmigem Grundriss, nach Süden Neurenaissance-Fassade, um 1800 auf der Brandstatt des ehemaligen "fürstlichen Mautgegenschreiberhauses", Veränderungen im 19. und 20. Jahrhundert | D-2-63-000-310 | weitere Bilder |
| Fürstenstraße 8 (Standort)                                         | Wohnhaus                                                                                                | Dreigeschossiger Halbwalmdachbau mit geknickter Front und Mittelrisalit, 1. Viertel 19. Jahrhundert | D-2-63-000-70  | weitere Bilder |
| Fürstenstraße 11 (Standort)                                        | Wohnhaus                                                                                                | Eckhaus, dreigeschossiger Walmdachbau über L-förmigem Grundriss, 18./19. Jahrhundert, im Kern Teile des ehemaligen Josephitors und zur Ostseite spätgotische Bauteile erhalten | D-2-63-000-66  | weitere Bilder |
| Fürstenstraße 15a; Fürstenstraße 17 (Standort)                     | Ehemaliger Amtssitz der kurfürstlichen Regierung                                                        | Dreigeschossiger Steildachbau mit Schweifgiebel und Rokokofassade, 1739 Hofeinfriedung nach Westen, Sichtziegelmauer mit Vertreppungen, 18./19. Jahrhundert | D-2-63-000-68  | Ehemaliger Amtssitz der kurfürstlichen Regierung |
| Fürstenstraße 17; Fürstenstraße 21; Schloßplatz 1 (Standort)       | Ehemaliges Rent- und Salzamt                                                                            | Hauptgebäude, dreigeschossiger spätgotischer Steildachbau mit Stufengiebeln, zwei Nebenflügel, zum Teil mit Arkaden, zusammen mit dem Hauptbau und dem ehemaligen Amtssitz der kurfürstlichen Regierung einen Innenhof bildend Ehemaliges Mautamt, jetzt Finanzamt, dreigeschossige Walmdachtrakte, wohl 18./19. Jahrhundert; östlich anschließend | D-2-63-000-67  | Ehemaliges Rent- und Salzamt |
| Fürstenstraße 20 (Standort)                                        | Ehemaliges Gasthaus der Karmelitenbrauerei                                                              | Dreigeschossiger Mansardwalmdachbau mit Neurenaissance-Fassade, Ende 19. Jahrhundert, im Kern 1713 Saalbau, zweigeschossiger Traufseitbau mit Rundbogenfenstern und Stufengiebel, Ende 19. Jahrhundert; östlich anschließend | D-2-63-000-69  | weitere Bilder |
| Gabelsbergerstraße 30; Wittelsbacherhöhe 19 a (Standort)           | Ehemalige Eskadronkaserne                                                                               | 1904–1906 als Pavillonanlage in neubarocken Formen erbaut von Oberbaurat Ludwig Ritter von Mellinger, Baurat Beetz und Baurat Zeiser Ehemalige Offiziersspeiseanstalt, zweigeschossiger kubusartiger Mansardwalmdachbau mit kurzem Seitenflügel und Dachlaterne Ehemaliges Arresthaus, zweigeschossiger kubusartiger Pyramidendachbau Ehemaliges Mannschaftsgebäude, drei (ursprünglich fünf) große, um einen Rechteckplatz angeordnete Kasernenwohnbauten, dreigeschossige Langtrakte mit kurzen Seitenflügeln, Seitenflügel mit Mansardwalmdächern Ehemaliges Familiengebäude für Offiziere, zwei dreigeschossige Mansardwalmdachbauten mit Giebelrisaliten Ehemaliger Krankenpavillon, zweigeschossiger langgestreckter Mansardwalmdachbau mit eingeschossigen Walmdachflügeln Ehemalige Nebengebäude, zwei eingeschossige Walmdachbauten, östlich davon eingeschossiger Mansardwalmdachbau mit straßenseitiger Attika Ehemalige Wirtschaftsgebäude und Speiseanstalt, breitgelagerter eingeschossiger Walmdachbau mit Mittelrisalit und Uhrturm Skulptur Diana mit Hirschkuh, Bronze, auf Steinpostament, um 1910 Ehemalige Reithalle, langgestreckter eingeschossiger Flachsatteldachbau mit gegliederter Fassade Einfriedung, durch Pfeiler und Lisenen gegliederte Mauer mit korbbogigen, vergitterten Öffnungen Ehemalige Dienstgebäude, zwei zweigeschossige Mansardwalmdachbauten, östlicher Bau mit Schweifgiebelrisalit | D-2-63-000-269 | [[Vorlage:Bilderwunsch/code!/O:Eskadronkaserne Straubing!/C:48.87426,12.56691!/D:Gabelsbergerstraße 30; Wittelsbacherhöhe 19 a, Ehemalige Eskadronkaserne!/\|BW]]                                                |
| Heerstraße 24 (Standort)                                           | Mietshaus                                                                                               | Eckhaus, dreigeschossiger Walmdachbau mit übergiebelten Risaliten und Eckturm, Neurenaissance, um 1900 | D-2-63-000-74  | weitere Bilder |
| Heerstraße 35, 35 a (Standort)                                     | Ehemaliger Städtischer Schlachthof                                                                      | Um einen Hof geordnete Anlage, Sichtziegelgebäude, 1898/99 von Stadtbaumeister Kaspar Mahkorn Verwaltungsgebäude, zweigeschossiger Halbwalmdachbau mit Querdach und übergiebelten Risaliten, mit Gelbziegelrahmungen Im Hof drei Flachsatteldachbauten, mit Ziegelgliederungen und Zwerchhäusern, mittlerer Bau mit Turm Einfriedung, Mauerpfeiler mit Eisengittereinlagen, gleichzeitig, Haupttor wohl 1920er Jahre | D-2-63-000-75  | weitere Bilder |
| In der Bürg 6 (Standort)                                           | Wohnhaus                                                                                                | Zweigeschossiger Halbwalmdachbau mit Segmentbogenfenstern und Einfahrtstor, 1. Viertel 19. Jahrhundert | D-2-63-000-81  | Wohnhaus |
| In der Bürg 11 (Standort)                                          | Ehemaliges Betschwesternhaus                                                                            | Zweigeschossiger Halbwalmdachbau mit zweigeschossiger Auslucht nach Südosten, im Kern spätgotisch, nach 1780 erneuert Hauskapelle, 16. Jahrhundert; mit Ausstattung Toreinfahrt und Hofmauer, wohl nach 1780 | D-2-63-000-82  | weitere Bilder |
| In der Bürg 14 (Standort)                                          | Ehemaliges Priesterbruderschaftshaus,                                                                   | Zweigeschossiger traufständiger Schopfwalmdachbau, im Kern 16./17. Jahrhundert, Fassade nach 1780 | D-2-63-000-79  | weitere Bilder |
| In der Bürg 16 (Standort)                                          | Ehemals Degenberg`sches Benefiziatenhaus                                                                | Zweigeschossiger traufständiger Schopfwalmdachbau, im Kern 16./17. Jahrhundert, Fassade nach 1780 | D-2-63-000-78  | weitere Bilder |
| In der Bürg 18 (Standort)                                          | Ehemaliger Dechanthof                                                                                   | Dreigeschossiger Flachsatteldachbau mit geknickter Front, Vorschussgiebel und Standerker an der Südecke, im Kern mittelalterlich, vor 1300 bis 15. Jahrhundert, Ausbau im 16. und 17. Jahrhundert, nach 1790 erneuert, mit dreigeschossigem Seitenflügel nach Westen, 1862 | D-2-63-000-77  | weitere Bilder |
| In der Bürg 23; Jesuitengasse 15 (Standort)                        | Ehemaliges Jesuitengymnasium und Benefiziatenhaus                                                       | Dreigeschossiger kubusartiger Walmdachbau, Fassaden mit Segmentbogenfenstern im Stil der Maximilianszeit, Mitte 19. Jahrhundert, mit zweigeschossigem, rückwärtigem Gebäudeflügel | D-2-63-000-88  | Ehemaliges Jesuitengymnasium und Benefiziatenhaus |
| In der Bürg 24; In der Bürg 26 (Standort)                          | Ehemaliges Wohnheim und Veranstaltungssaal des Katholischen Arbeiterinnen- und Hausangestellten-Vereins | Wohnhaus in Ecklage, dreigeschossiger Massivbau mit Halbwalmdach und Geschossgliederung, 1924 durch Umbau und Aufstockung eines zweigeschossigen Satteldachbaus von 1780, im Kern wohl 16./17. Jahrhundert, westlich anschließend kleiner zweigeschossiger Verbindungsbau Ehemaliger Veranstaltungssaal, zweigeschossiger Massivbau mit Halbwalmdach und Geschossgliederung, an der Ostseite bezeichnet mit „1925“, eingebaut in einen ehemaligen Stadel, 16./17. Jahrhundert, Dachkonstruktion nach Brand 1780 (dendro. dat.) | D-2-63-000-357 | weitere Bilder |
| Innere Frühlingstraße (Standort)                                   | Ehemalige städtische Lastfahrzeugwaage                                                                  | Kleiner Walmdachbau für die Wiegevorrichtung, nordöstlich vorgelagerte Wiegeplatte aus Stahlbeton mit Unterkonstruktion, 1953 | D-2-63-000-321 | Ehemalige städtische Lastfahrzeugwaage |
| Innere Passauer Straße 1 (Standort)                                | Knabenrealschule "Jakob-Sandner-Schule"                                                                 | Dreigeschossige unregelmäßige Zweiflügelanlage mit Steildächern, Trakte mit Ziergiebeln und Zwerchhäusern in Renaissanceformen, 1913 von Robert Vorhoelzer Turnhalle, zweigeschossiger Steildachbau mit Zier- und Zwerchgiebeln, Säulenvorhalle nach Osten, gleichzeitig Hofeinfriedung, Betonmauer mit Bandrustikagliederung und Holzgittereinlagen, gleichzeitig | D-2-63-000-83  | weitere Bilder |
| Innere Passauer Straße 2 (Standort)                                | Ehemalige Villa                                                                                         | dreigeschossiger Walmdachmittelbau mit zweigeschossigen flankierenden Seitenbauten, mit Putzgliederung, klassizistisch, von Ignaz Hosp, 1839–1846, teilweise verändert | D-2-63-000-486 | BW |
| Innere Passauer Straße 4 (Standort)                                | Wohnhaus                                                                                                | Doppelmietshaus, viergeschossiger Walmdachbau über winkeligem Grundriss mit Lisenengliederung, Flacherker und Loggia in der Nordfassade, 1912 von Bichler und Ludsteck, Westteil über einem erdgeschossigen Vorgänger-Remisenbau und einer Gewölbekeller-Anlage des 18. Jahrhunderts | D-2-63-000-318 | weitere Bilder |
| Innere Passauer Straße 28 (Standort)                               | Wohn- und Geschäftshaus                                                                                 | Breitgelagerter zweigeschossiger Walmdachbau mit neubarocker Fassadengliederung, 1893 | D-2-63-000-84  | Wohn- und Geschäftshaus |
| Jakobsgasse 3 (Standort)                                           | Wohnhaus                                                                                                | Dreigeschossiger traufständiger Steildachbau mit flachem Risaliterker, im Kern spätmittelalterlich | D-2-63-000-85  | weitere Bilder |
| Jakobsgasse 5 (Standort)                                           | Wohnhaus                                                                                                | Zweigeschossiger traufständiger Steildachbau, Zwerchhaus mit Vorschussgiebel nach Süden, im Kern spätmittelalterlich | D-2-63-000-86  | weitere Bilder |
| Kalvarienberg 9 (Standort)                                         | Kalvarienbergkapelle                                                                                    | Offener Bau über sichelförmigem Grundriss, mit Innenkolonnade und Halbkuppel, 1832 von Karl Hofmeister | D-2-63-000-90  | weitere Bilder |
| Kirchgasse 4 (Standort)                                            | Ehemaliges Wohnstallhaus                                                                                | eingeschossiger Blockbau, verputzt und teilweise versteinert, 1464 (dendro.dat.), Umbau und neues Dach 1570 (dendro.dat.) | D-2-63-000-352 | BW |
| Kirchgasse 17 (Standort)                                           | Stadel eines Dreiseithofes, im Erdgeschoss Wagenremise                                                  | Eingeschossiger Steildachbau mit Kniestock, geständerter Blockbau, 18. Jahrhundert | D-2-63-000-41  | BW |
| Kolbstraße 2 (Standort)                                            | Wohn- und Geschäftshaus                                                                                 | Dreigeschossiger Mansardwalmdachbau mit Lisenengliederung und eingeschossigen Querflügeln nach Norden und Süden, 1925 | D-2-63-000-94  | Wohn- und Geschäftshaus |
| Kolbstraße 3 (Standort)                                            | Mietshaus                                                                                               | Zweigeschossiger villenartiger Kompaktbau mit Walmdach, Zwerchdächer mit Schweifgiebeln, Eckturm mit Zeltdach, neubarock-Jugendstil, um 1910 Hofeinfriedung, Mauerpfeiler mit Eisengittereinlagen, gleichzeitig | D-2-63-000-95  | Mietshaus |
| Krankenhausgasse 4 a (Standort)                                    | Wasserturm                                                                                              | Turmbauwerk über quadratischem Grundriss mit steilem Pyramidendach und Neurenaissancegliederungen, 1922 von Karl Hassold | D-2-63-000-226 | weitere Bilder |
| Lindenstraße 22 (Standort)                                         | Ehemalige Etagenvilla                                                                                   | Zweigeschossiger Walmdachbau mit Ziergiebel-Risalit und Neurenaissancefassaden, 1902 von Josef Dengler Hofeinfriedung, Eisengitter auf Mauersockel, gleichzeitig | D-2-63-000-100 | BW |
| Lindenstraße 30 (Standort)                                         | Ehemaliges Gasthaus zur Linde                                                                           | Breitgelagerter zweigeschossiger Mansardwalmdachbau mit Neurenaissancefassaden, um 1890 | D-2-63-000-101 | BW |
| Ludwigsplatz 1 Simon-Höller-Straße 2 (Standort)                    | Bürgerhaus                                                                                              | Eckhaus, stattlicher dreigeschossiger Schopfwalmdachbau, im Kern mittelalterlich, Fassade neubarock, Anfang 20. Jahrhundert | D-2-63-000-102 | weitere Bilder |
| Ludwigsplatz 5 (Standort)                                          | Bürgerhaus                                                                                              | Stattlicher dreigeschossiger Halbwalmdachbau, im Kern mittelalterlich, Fassade Anfang 20. Jahrhundert überarbeitet | D-2-63-000-103 | weitere Bilder |
| Ludwigsplatz 7 (Standort)                                          | Wohn- und Geschäftshaus                                                                                 | Viergeschossiger zweiachsiger Bau, Jugendstilfassade um 1905 | D-2-63-000-104 | weitere Bilder |
| Ludwigsplatz 8 (Standort)                                          | Wohn- und Geschäftshaus                                                                                 | Dreigeschossiger traufständiger Steildachbau mit Treppengiebel-Brandmauern, im Kern spätmittelalterlich | D-2-63-000-413 | weitere Bilder |
| Ludwigsplatz 9 (Standort)                                          | Bürgerhaus                                                                                              | Dreigeschossiger Halbwalmdachbau, im Kern 15. Jahrhundert, vorgeblendete neugotische Treppengiebelfassade und Ausbau zum Geschäftshaus 1922 | D-2-63-000-105 | weitere Bilder |
| Ludwigsplatz 10 (Standort)                                         | Ehemaliges Patrizierhaus                                                                                | Dreigeschossiger Traufseitbau mit Mezzanin, Vorschussmauer und flachem Satteldach, 16./17. Jahrhundert | D-2-63-000-134 | weitere Bilder |
| Ludwigsplatz 11, Enggasse 8 (Standort)                             | Wohn- und Geschäftshaus                                                                                 | Eckhaus, viergeschossiger Mansarddachbau mit Ziergiebel und Eckerkerturm, Neurenaissance, 1895 | D-2-63-000-106 | weitere Bilder |
| Ludwigsplatz 14 (Standort)                                         | Stadtpalast                                                                                             | Dreigeschossiger traufständiger Steildachbau mit Treppengiebel-Brandmauern, Barockfassade mit geschweiftem Zwerchgiebel und Attikabalustrade, bezeichnet mit „1700“, Erdgeschoss verändert | D-2-63-000-133 | weitere Bilder |
| Ludwigsplatz 16 (Standort)                                         | Wohn- und Geschäftshaus                                                                                 | Dreigeschossiger Mansarddachbau, im Kern wohl 18. Jahrhundert, neugotische Fassade mit Zinnen-Zwerchgiebel, Ende 19. Jahrhundert | D-2-63-000-132 | weitere Bilder |
| Ludwigsplatz 15 Ludwigsplatz 17 (Standort)                         | Ehemaliges Handelshaus                                                                                  | Im Kern 16./17. Jahrhundert, Ausbau zum viergeschossigen Wohn- und Geschäftshaus mit Neurenaissance-Fassade, um 1900, Hausmadonna, Patrona Bavariae, Werkstein, farbig gefasst, bezeichnet mit „1710“ | D-2-63-000-107 | weitere Bilder |
| Ludwigsplatz 17, Fraunhoferstraße 1 (Standort)                     | Bürgerhaus                                                                                              | Eckhaus, viergeschossiger Zweiflügelbau, östlicher Teil mit Flacherkern, im Kern wohl 17./18. Jahrhundert, Fassadenstuck barock, neubarock überarbeitet | D-2-63-000-108 | BW |
| Ludwigsplatz 18 (Standort)                                         | Bürgerhaus                                                                                              | Viergeschossiger, traufständiger, zweiachsiger Steildachbau mit Treppengiebel-Brandmauern, spätmittelalterlich | D-2-63-000-131 | weitere Bilder |
| Ludwigsplatz 20, Flurlgasse 2, 4 (Standort)                        | Wohn- und Geschäftshaus, ehemaliges Adelspalais                                                         | Eckhaus, dreigeschossiger Walmdachbau mit Eckerker, Fassadengliederungen der Renaissance und des Frühbarocks, wohl 17. Jahrhundert, im 19. Jahrhundert in den Stilformen der Neurenaissance und des Neubarocks überarbeitet beziehungsweise ergänzt | D-2-63-000-130 | weitere Bilder |
| Ludwigsplatz 21 (Standort)                                         | Wohnhaus, sogenanntes Zellerhaus zur Krone                                                              | Eckhaus, mächtiger dreigeschossiger Walmdachbau, im Kern spätmittelalterlich, im 16./17. Jahrhundert erneuert, Arkadenhof des 17. Jahrhunderts, Rokokofassade nach 1756, wohl von Mathias Obermayr Spätgotische Hauskapelle, Mitte 18. Jahrhundert barockisiert; mit Ausstattung | D-2-63-000-109 | weitere Bilder |
| Ludwigsplatz 22, Flurlgasse 3 (Standort)                           | Wohn- und Geschäftshaus                                                                                 | Eckhaus, dreigeschossiger Walmdachbau, Neurenaissancefassade mit Eckrustika und Konsolgesims, Ende 19. Jahrhundert | D-2-63-000-129 | weitere Bilder |
| Ludwigsplatz 23 (Standort)                                         | Löwenapotheke                                                                                           | Dreigeschossiger traufständiger Steildachbau mit Treppengiebel-Brandmauern, im Kern spätmittelalterlich, expressionistischer Fassadendekor um 1925/30 | D-2-63-000-110 | weitere Bilder |
| Ludwigsplatz 24 (Standort)                                         | Bürgerhaus, ehemalige Brauerei                                                                          | Viergeschossiger traufständiger Satteldachbau, spätmittelalterlich, Neurenaissancefassade, drittes Viertel 19. Jahrhundert | D-2-63-000-128 | weitere Bilder |
| Ludwigsplatz 25 (Standort)                                         | Ehemaliger Stadtpalast                                                                                  | Dreigeschossiger traufständiger Steildachbau mit Tordurchfahrt, im Kern spätmittelalterlich, Dachkonstruktion 1465 (dendro. dat.), barocke Fassadengliederung um 1720/30 | D-2-63-000-111 | weitere Bilder |
| Ludwigsplatz 26 (Standort)                                         | Wohn- und Geschäftshaus                                                                                 | Viergeschossiger traufständiger Flachsatteldachbau, Fassade neubarock, um 1925/30 | D-2-63-000-127 | weitere Bilder |
| Ludwigsplatz 27 (Standort)                                         | Bürgerhaus                                                                                              | Dreigeschossiger traufständiger Steildachbau mit Treppengiebel-Brandmauern, mit Zwerchgiebel und Rokoko-Fassade, im Kern spätmittelalterlich, Ausbau im 17./18. Jahrhundert | D-2-63-000-112 | weitere Bilder |
| Ludwigsplatz 28 (Standort)                                         | Bürgerhaus, ehemalige Brauerei                                                                          | Viergeschossiger Flachsatteldachbau mit Vorschussmauer, im Kern 16./17. Jahrhundert, Rokokofassade 1763 von Mathias Obermayr | D-2-63-000-126 | weitere Bilder |
| Ludwigsplatz 30 (Standort)                                         | Stadtpalast                                                                                             | Dreigeschossiger Flachsatteldachbau mit Mezzanin, im Kern 16./17. Jahrhundert | D-2-63-000-125 | weitere Bilder |
| Ludwigsplatz 31, Albrechtsgasse 6 (Standort)                       | Wohn- und Geschäftshaus                                                                                 | Dreigeschossiger Eckbau mit Flachsatteldach, im Kern spätmittelalterlich, Erker um 1905, Fassade mit Treppengiebel um 1920/30 | D-2-63-000-113 | weitere Bilder |
| Ludwigsplatz 32 (Standort)                                         | Geschäftshaus Straubinger Tagblatt                                                                      | Viergeschossiger Steildachbau mit Mittelerker und Zwerchgiebel, Neurenaissance, 1928 von Heilmann & Littmann Im Rückgebäude ehemalige Höllersche Hauskapelle, 1645; mit Ausstattung; aus dem Vorgängerbau übernommen | D-2-63-000-124 | weitere Bilder |
| Ludwigsplatz 33 (Standort)                                         | Ehemaliger Gasthof Goldene Gans                                                                         | Dreigeschossiger traufständiger Satteldachbau, pilastergegliederte Fassade, Attikageschoss mit manieristischer Rustikagliederung, zweites Viertel 17. Jahrhundert | D-2-63-000-114 | weitere Bilder |
| Ludwigsplatz 34 (Standort)                                         | Geschäftshaus Straubinger Tagblatt                                                                      | Dreigeschossiger Steildachbau mit Dachgauben, zum Gebäude des Straubinger Tagblatts gehörig. An der Dachgaube mit Voluten die Jahreszahl 1894. | D-2-63-000-124 | weitere Bilder |
| Ludwigsplatz 35 (Standort)                                         | Bürgerhaus                                                                                              | Dreigeschossiger traufständiger Satteldachbau mit Treppengiebel-Brandmauern, Obergeschossfenster mit spätgotischen Stabprofilen, Dachstuhl um 1465 (dendro. dat.), direkt anschließend Stadelbau, gotisch | D-2-63-000-115 | BW |
| Ludwigsplatz 38 (Standort)                                         | Ehemaliger Gasthof Goldener Engel                                                                       | Viergeschossiger traufständiger Flachsatteldachbau, wohl 18. Jahrhundert, spätklassizistische Fassade Mitte 19. Jahrhundert | D-2-63-000-122 | weitere Bilder |
| Ludwigsplatz 40; Rosengasse 49 (Standort)                          | Ehemaliges Gasthaus Passauer Hof                                                                        | Dreigeschossiger traufständiger Flachsatteldachbau mit Attikageschoss, im Kern spätmittelalterlich, Fassade spätbarock, wohl Anfang 19. Jahrhundert | D-2-63-000-121 | weitere Bilder |
| Ludwigsplatz 42; Rosengasse 60 (Standort)                          | Ehemalige Rosenapotheke                                                                                 | Eckhaus, dreigeschossiger Steildachbau mit Treppengiebel-Brandmauern, Eck-Erkerturm mit Zwiebelhaube, im Kern spätmittelalterlich, Rokokofassade 1763 von Mathias Obermayr | D-2-63-000-120 | weitere Bilder |
| Ludwigsplatz 44; Stadtgraben 87 (Standort)                         | Gasthof zum Bayerischen Löwen                                                                           | Dreigeschossiger Zweiflügelbau, Nordflügel traufständiger Steildachbau, Südflügel mit mittlerer Tordurchfahrt, im Kern spätmittelalterlich Salettl, zweigeschossiger Flachsatteldachbau, vor 1920 | D-2-63-000-119 | weitere Bilder |
| Ludwigsplatz 45 (Standort)                                         | Bürgerhaus                                                                                              | Dreigeschossiger Flachsatteldachbau mit korbbogiger Tordurchfahrt, im Kern wohl 17./18. Jahrhundert, neubarocke Giebelfassade Anfang 20. Jahrhundert | D-2-63-000-116 | weitere Bilder |
| Ludwigsplatz 48; Ludwigsplatz 49 (Standort)                        | Ludwigstor                                                                                              | Klassizistische Stadttoranlage, bestehend aus offener Durchfahrt mit flankierenden Obelisken, seitlichen Durchgängen und vorgelagerten eingeschossigen Pavillons mit Säulenportiken, 1810 | D-2-63-000-117 | weitere Bilder |
| Ludwigsplatz; Ludwigsplatz 20a (Standort)                          | Jakobsbrunnen                                                                                           | Oktogonales Brunnenbecken, darin Balustersäule mit Jakobsfigur, Kalkstein, 1644, Figur 1955, Becken 1974 erneuert | D-2-63-000-136 | weitere Bilder |
| Max-Gerhaher-Straße 2, 4 (Standort)                                | Doppel-Mietshaus                                                                                        | Dreigeschossiger Mansardwalmdachbau über winkelförmigem Grundriss, mit Eckerkern und Schweifgiebeln, um 1910 | D-2-63-000-211 | weitere Bilder |
| Max-Gerhaher-Straße 6, 8 (Standort)                                | Doppel-Mietshaus                                                                                        | Dreigeschossiger kompakter Mansardwalmdachbau mit Erkern und Attiken, um 1910 Einfriedung, Mauer und Pfeiler mit Eisengitter- und Holzeinlagen, gleichzeitig | D-2-63-000-212 | weitere Bilder |
| Max-Gerhaher-Straße 10 (Standort)                                  | Villa Gerhaher                                                                                          | Zweigeschossiger Walmdachbau mit Eckturm und doppelgeschossiger Loggia, Ziegelstein mit Werksteingliederungen, Neurenaissance, bezeichnet mit „1889“ Hofeinfriedung, Eisengitterzaun mit rustizierten Eckpfeilern, gleichzeitig | D-2-63-000-213 | weitere Bilder |
| Mittlere Bachstraße 11 ()                                          | Nebengebäude                                                                                            | ehem. Autohalle und Holzlege, eingeschossiger Flachsatteldachbau mit rundbogig abschließendem Vorschussgiebel und Holztoren in Art-Déco-Formen, 1924. | D-2-63-000-434 | |
| Mittlere Bachstraße 13, 15 (Standort)                              | Doppelhaus                                                                                              | Dreigeschossiger Satteldachbau, Gebäudeflügel nach Südosten mit Steildach und Schweifgiebel, Neurenaissance, 1869 von Max Scheuerer über Gewölbekeller eines Vorgängerbaues errichtet, westlicher Gebäudeteil und Aufstockung 1896 von Josef Breindl Hofeinfriedung, letztes Viertel 19. Jahrhundert | D-2-63-000-319 | Doppelhaus |
| Mühlsteingasse 24 (Standort)                                       | Wohn- und Geschäftshaus                                                                                 | Eckhaus, dreigeschossiger Steildachbau mit Schweifgiebel nach Osten, polygonaler Erkerturm mit Glockenhaube, Jugendstil, um 1910 | D-2-63-000-139 | weitere Bilder |
| Nähe Donau; Nähe Gscheiderbrückl (Standort)                        | Bastion des Schöpfwerkes Straubing                                                                      | Aussichtsrondell, erhöhte Rundplattform mit Brüstungsmauer, nach Süden Treppenaufgang und Sperrmauer, Kalksteinquader, 1939–42, Fertigstellung 1954 Monumentalskulptur eines Adlers auf Quaderpostament, Kalkstein, 1941/42 von Fritz Schmoll genannt Eisenwerth Relief pflügender Bauer, Kalkstein, bezeichnet mit „1941“ von Johann Peter Vogl | D-2-63-000-330 | weitere Bilder |
| Obere Bachstraße 30 (Standort)                                     | Wohnhaus                                                                                                | Villenartiger zweigeschossiger Mansardschopfwalmdachbau mit Blendgiebelvorbau und Zwerchgiebel, reduzierter Historismus, um 1910 | D-2-63-000-141 | weitere Bilder |
| Oberer-Thor-Platz (Standort)                                       | Denkmal zur Erinnerung an die Belagerung der Stadt von 1742                                             | Skulptur Sterbender Krieger auf Stufenpostament, Stein, 1892 | D-2-63-000-156 | weitere Bilder |
| Ottogasse 9 (Standort)                                             | Ehemaliges Handwerkerhaus                                                                               | Zweigeschossiger traufständiger Satteldachbau mit gewölbtem Erdgeschoss, im Kern 15./16. Jahrhundert | D-2-63-000-142 | Ehemaliges Handwerkerhaus |
| Ottogasse 17 (Standort)                                            | Ehemaliges Handwerkerhaus                                                                               | Dreigeschossiger traufständiger Satteldachbau, 17./18. Jh., Fassade mit Figurennische, 1. Hälfte 19. Jahrhundert., Rückgebäude nach Osten, zweigeschossige Flachdachtrakte, wohl 18./19. Jahrhundert | D-2-63-000-143 | Ehemaliges Handwerkerhaus |
| Petersgasse 5 (Standort)                                           | Ehemaliges Spital, später Schulhaus und Jugendheim                                                      | Mächtiger zweigeschossiger Walmdachbau, polygonaler Dachreiter mit Zwiebelhaube, 1700, am 6. Oktober 2017 vor Abschluss der Sanierungsarbeiten zum Verwaltungsgebäude des Wissenschaftszentrums ausgebrannt | D-2-63-000-146 | BW |
| Petersgasse 10 (Standort)                                          | Katholische Krönungskapelle                                                                             | Steildachbau mit eingezogenem, achsverschobenen, fünfseitig geschlossenem Chor, Dachreiter mit Zwiebelhaube, 1446, Wölbung Ende 15. Jahrhundert; mit Ausstattung | D-2-63-000-147 | weitere Bilder |
| Petersgasse 22 (Standort)                                          | Bauernhaus                                                                                              | Eingeschossiger Halbwalmdachbau, Portal mit Putzfaschen, Anfang 19. Jahrhundert Hofeinfriedung, umlaufende Mauer mit Segmentbogentoren nach Norden, 19. Jahrhundert | D-2-63-000-148 | Bauernhaus |
| Petersgasse 44 (Standort)                                          | Wohnhaus                                                                                                | Zweigeschossiger traufständiger Steildachbau mit Treppengiebeln, im Kern spätgotisch, Veränderungen im 19. und 20. Jahrhundert | D-2-63-000-149 | BW |
| Petersgasse 50, 50 a, 50 b, 50 c, 50 d, 50 e (Standort)            | Befestigte Friedhofsanlage St. Peter                                                                    | Mit ehemaliger Pfarrkirche, Mesnerhaus und drei Kapellen innerhalb des Berings, Anlage 12. Jahrhundert Katholische Filialkirche St. Peter, ehemalige Pfarrkirche, dreischiffige Basilika mit Steil- und Pultdächern, mit drei Ostapsiden und Doppelturmanlage nach Westen, romanisch, um 1180, Sakristei gotisch, Ausbau des Südturms im 18. Jahrhundert, Nordturm und Südturm-Abschluss, neuromanisch, 1886/87; mit Ausstattung Mesnerhaus, zweigeschossiger Walmdachbau, untere Teile mittelalterlich, obere 17./18. Jahrhundert Totentanzkapelle mit Neuem Karner, zweischiffige Halle mit Steildach, südliches Schiff mit polygonal geschlossenem Chor, 1486, Ausbau 1763; mit Ausstattung; Bernauerkapelle, Sühnekapelle Herzog Ernsts v. Bayern, Saalbau mit Steildach, dreiseitig geschlossen, 1436; mit Ausstattung Kapelle Unserer Lieben Frau, doppelgeschossiger Steildachbau über rechteckigem Grundriss, um 1425, untere Teile (Alter Karner) wohl älter; mit Ausstattung Alter Friedhof von St. Peter mit zahlreichen Grabplatten und Epitaphen vom Spätmittelalter bis zum 19. Jahrhundert, in die Kirchen- und Kapellenwände sowie in die Ringmauer eingelassen, zahlreiche freistehende Grabdenkmäler des 18. und 19. Jahrhundert, in Stein und Schmiedeeisen Grufthalle, eingeschossiger Steildachbau mit offenen Arkaden nach Westen, Ölberg im südlichen Joch, wohl 18. Jahrhundert; mit Ausstattung Friedhofsmauer, Stütz- und Ringmauer, mächtige Ziegelmauer mit Strebepfeilern, verputzt oder geschlämmt, spätmittelalterlich Friedhofsportal, mit korbbogigem Durchlass und Schweifgiebel, barock, 17./18. Jahrhundert Lourdesgrotte, Bruchstein, Ende 19. Jahrhundert | D-2-63-000-150 | weitere Bilder |
| Petersgasse 54 (Standort)                                          | Pfarrhof von St. Peter                                                                                  | Westflügel, zweigeschossiger Steildachbau, 15./16. Jahrhundert, Dreistaffelgiebel Ende 19. Jahrhundert, Ostflügel, zweigeschossiger Steildachbau mit üppigen Schweifgiebeln, zweite Hälfte 16. Jahrhundert; mit historischer Ausstattung Angeschlossene Kapelle, Ende 17. Jahrhundert | D-2-63-000-151 | Pfarrhof von St. Peter |
| Pfarrplatz 11 a (Standort)                                         | Pfarrhof St. Jakob, ehemaliges Betbruderhaus                                                            | Stattlicher zweigeschossiger Halbwalmdachbau über unregelmäßigem Grundriss, 1780 Toreinfahrt und Hofmauer, gleichzeitig | D-2-63-000-89  | Pfarrhof St. Jakob, ehemaliges Betbruderhaus |
| Pfarrplatz 13 (Standort)                                           | Ehemaliges Haus der Seelenbruderschaft zu Straßkirchen                                                  | Zweigeschossiger Walmdachbau mit Korbbogentor, Seitenflügel nach Osten, 18. Jahrhundert Hofmauer mit segmentbogiger Tordurchfahrt, 18./19. Jahrhundert | D-2-63-000-153 | Ehemaliges Haus der Seelenbruderschaft zu Straßkirchen |
| Pfarrplatz 15 (Standort)                                           | Wohnhaus                                                                                                | Zweigeschossiger kubusartiger Walmdachbau mit spätbarocker Fassade, nach 1780 Hofmauer und Toreinfahrt, 18./19. Jahrhundert | D-2-63-000-154 | Wohnhaus |
| Pfarrplatz 19 (Standort)                                           | Ehemaliges Gewandschneidersches Benefiziatenhaus                                                        | Zweigeschossiger Zweiflügelbau mit Steildächern, einachsiger Konsolerker mit Walmdach nach Süden, um 1650/60, spätbarocke Fassade Ende 18. Jahrhundert | D-2-63-000-155 | weitere Bilder |
| Pfarrplatz 21 (Standort)                                           | Katholische Stadtpfarrkirche St. Jakob                                                                  | Dreischiffige Hallenkirche mit Steildach und umlaufendem Kapellenkranz, fünfseitig geschlossen, mächtiger Westturm, spätgotisch, um 1415 begonnen von Hans von Burghausen, Chor um 1418, um 1500 Vollendung Langhaus, um 1590 Vollendung Turm, Erneuerungen nach Stadtbrand 1780; mit Ausstattung | D-2-63-000-152 | weitere Bilder |
| Regensburger Straße (Standort)                                     | Parkbank, sogenannte Bürgerbank                                                                         | Gestiftet vom Bürgerverein Straubing, Kunststeinkonstruktion mit Mittelpodest, 1912 | D-2-63-000-326 | Parkbank, sogenannte Bürgerbank |
| Regensburger Straße (Standort)                                     | Gedenkstein für die Gefallenen der Realschule Straubing                                                 | Stele mit Helmbekrönung, Muschelkalk auf Granitsockel, um 1921, später durch Inschrift für beide Weltkriege erweitert | D-2-63-000-323 | weitere Bilder |
| Regensburger Straße 22, 22 c, 26, Frauenbrünnlstraße 27 (Standort) | Ehemalige Brauerei Dietl                                                                                | Wirtschaftsgebäude des Sommerkellers, zweigeschossiger Putzbau mit Schopfwalmdach, bezeichnet mit „1828“ Sogenannte Hubertushalle, Bierhalle, Flachsatteldachbau mit Ziegelfachwerkwänden über hohem Souterrain, zweite Hälfte 19. Jahrhundert, 1899 hier aufgestellt, Verlängerung als Sichtziegelbau mit gegliederter Giebelfassade, 1900–1904 Wohn- und Verwaltungsgebäude mit ehemaliger Aufzugshalle, zweigeschossiger Ziegelbau mit Ziergiebel und Fassadengliederung in den Formen der Deutschen Renaissance, 1896/1900, dahinter Brauereigebäude, vier- und fünfgeschossiger Sichtziegelbau, 1900–1904 Weitläufige Lagerkelleranlagen, 1828–1830, erweitert 1869/70, 1884 und 1893 | D-2-63-000-161 | Ehemalige Brauerei Dietl |
| Regensburger Straße 28 (Standort)                                  | Wohnhaus                                                                                                | Zweigeschossiger Walmdachbau mit Eckturm und übergiebeltem Seitenrisalit, Neurenaissance, 1898/99 Einfriedung, gusseiserner Gartenzaun, 1899 | D-2-63-000-345 | Wohnhaus |
| Regensburger Straße 31 (Standort)                                  | Wohnhaus                                                                                                | Villenartiger zweigeschossiger Schopfwalmdachbau, mit Terrassenanbau, Eckturm und übergiebeltem Seitenrisalit, Neurenaissance, um 1900 | D-2-63-000-157 | Wohnhaus |
| Regensburger Straße 33 (Standort)                                  | Villa Jungmeier                                                                                         | Zweigeschossiger asymmetrischer Walmdachbau mit Erkerturm, Balkonen und Zwerchgiebeln, 1903 von Franz Dendl, Wintergarten von 1937 Ehemaliges Stallgebäude mit Wagenremise, eineinhalbgeschossiger Schopfwalmdachbau, gleichzeitig Einfriedung, Mauerpfeiler mit Zwischenwänden, straßenseitig mit Metallgittereinlagen, gleichzeitig Garten, gleichzeitig, Treppen und Abterrassierungen von 1932 | D-2-63-000-325 | BW |
| Regensburger Straße 56 (Standort)                                  | Wohnhaus                                                                                                | Zweigeschossiger villenartiger Mansardwalmdachbau, Risalit mit Schweifgiebel, Jugendstil, 1905 | D-2-63-000-160 | BW |
| Regensburger Straße 64, 66 (Standort)                              | Anstalt für geistig Behinderte                                                                          | Schlossartiger dreigeschossiger Mansardwalmdachbau über H-förmigem Grundriss, neubarock, 1904 Hofeinfriedung nach Süden, Mauerpfeiler mit Jugendstil-Metallgittern, gleichzeitig Verwalterhaus, zweigeschossiger Mansardwalmdachbau über L-förmigem Grundriss mit Eingangsvorhalle im Gebäudezwickel, neubarock, gleichzeitig | D-2-63-000-158 | Anstalt für geistig Behinderte |
| Rennbahnstraße 16, 18, 20, 22, 24, Mussinanstraße 14 (Standort)    | Wohnanlage                                                                                              | Gekurvter dreigeschossiger Langbau mit Walmdach, Treppenhäuser mit korbbogigen Risaliten nach Süden, nach Norden Dreiecksrisalite, 1928/29 von Leopold Reynier und Franz Mauser | D-2-63-000-163 | BW |
| Rennbahnstraße 28 (Standort)                                       | Kath. Pfarrkirche St. Josef                                                                             | dreischiffiger Betonbau mit Walmdach und Kirchturm, über ellipsenförmigen Grundriss, bunt verglaste Altarwand, Deckengemälde von Franz Nagel, von Friedrich Haindl, 1953/54; mit Ausstattung | D-2-63-000-358 | BW |
| Rentamtsberg 1 (Standort)                                          | Ehemaliger Salzstadel an der Donau                                                                      | Mächtiger massiver Bau mit Krüppelwalmdach, zweigeschossige Südhälfte um 1446/47 (dendro. dat.), dreigeschossige Nordhälfte und Dachtragwerk um 1762/63 (dendro. dat.), geteilt durch einen Zug der Stadtmauer mit spätgotischem Portal, wohl zweite Hälfte 14. Jahrhundert | D-2-63-000-179 | weitere Bilder |
| Rosengasse 8 (Standort)                                            | Wohn- und Geschäftshaus                                                                                 | Zweigeschossiger Steildachbau, im Kern spätmittelalterlich, Treppengiebel Ende 19. Jahrhundert | D-2-63-000-171 | Wohn- und Geschäftshaus |
| Rosengasse 14 (Standort)                                           | Wohnhaus                                                                                                | Zweigeschossiger traufständiger Satteldachbau mit Schulterbogenportal, spätmittelalterlich; Hebräische Inschrifttafel, wohl spätmittelalterlich | D-2-63-000-169 | weitere Bilder |
| Rosengasse 24 (Standort)                                           | Wohnhaus                                                                                                | Dreigeschossiger Satteldachbau, im Kern 17./18. Jahrhundert, zweites Obergeschoss 1878, drittes Obergeschoss und neubarocke Fassade erste Hälfte 20. Jahrhundert Inschrifttafel zur Erinnerung an Mathias Ritter von Flurl, neugotisch, 19. Jahrhundert | D-2-63-000-168 | Wohnhaus |
| Rosengasse 25 (Standort)                                           | Wohnhaus                                                                                                | Dreigeschossiger traufständiger Satteldachbau mit Aufzugsgaube, Hausmadonna mit Zwiebelbaldachin, im Kern 15./16. Jahrhundert, spätklassizistische Fassade letztes Viertel 19. Jahrhundert | D-2-63-000-172 | weitere Bilder |
| Rosengasse 30 (Standort)                                           | Ehemaliger städtischer Weinstadel                                                                       | Mächtiger dreigeschossiger Steildachbau mit Treppengiebeln und spitzbogigen Aufzugsluken, bezeichnet mit „1589“ | D-2-63-000-167 | weitere Bilder |
| Rosengasse 36 a (Standort)                                         | Wohn- und Geschäftshaus                                                                                 | Zweigeschossiger traufständiger Satteldachbau mit Durchfahrt und spätklassizistischer Fassadengliederung, 1886, Keller 1874, im Kern älter | D-2-63-000-340 | weitere Bilder |
| Rosengasse 54 (Standort)                                           | Wohnhaus                                                                                                | Dreigeschossiger unregelmäßiger Giebelbau, mit profilierten Fenstergewänden und Dreieckslisenen im Giebel, im Kern 17. Jahrhundert | D-2-63-000-165 | weitere Bilder |
| Rosengasse 56 (Standort)                                           | Wohn- und Geschäftshaus                                                                                 | Dreigeschossiger Giebelbau mit einhüftigem Satteldach, im Kern gotisches Halbgiebelhaus, Erweiterung unter einem einheitlichen Satteldach Ende 17. Jahrhundert, Überformungen Ende 19. Jahrhundert, heutige Dachform durch Anhebung der nördlichen Dachfläche 1919 | D-2-63-000-347 | weitere Bilder |
| Rot-Kreuz-Platz 1 (Standort)                                       | Bürgerhaus                                                                                              | Dreigeschossiger Mansardschopfwalmdachbau, mit Korbbogentor und frühklassizistischer Fassade, nach 1780 | D-2-63-000-173 | Bürgerhaus |
| Rot-Kreuz-Platz 3 (Standort)                                       | Bürgerhaus                                                                                              | Zweigeschossiger traufständiger Steildachbau mit spätbarockem Portal, wohl nach 1780 | D-2-63-000-174 | Bürgerhaus |
| Rot-Kreuz-Platz 4 (Standort)                                       | Ehemalige Bäckerei                                                                                      | Eckhaus, dreigeschossiger Walmdachbau über trapezförmigem Grundriss, bezeichnet mit „1781“ | D-2-63-000-175 | weitere Bilder |
| Rot-Kreuz-Platz 5 (Standort)                                       | Bürgerhaus                                                                                              | Eckhaus, zweigeschossiger Satteldachbau mit barockem Schweifgiebel und Segmentbogentor, Ende 18. Jahrhundert | D-2-63-000-176 | Bürgerhaus |
| Sankt-Nikola-Straße 10, 12 (Standort)                              | Evangelisch-Lutherische Versöhnungskirche                                                               | Saalkirche mit Steildach über rechteckigem Grundriss mit dreiseitiger Apsis, nordwestlich angeschlossener Glockenturm mit Pyramidendach, in geschlämmter Ziegelbauweise, 1961–1963 von Johannes Ludwig; mit Ausstattung Pfarrhaus, eingeschossiger Steildachbau mit Pfarrwohnung und Gemeinschaftsräumen, gleichzeitig Garage, eingeschossiger Flachsatteldachbau, gleichzeitig Hofeinfriedung, gleichzeitig | D-2-63-000-335 | weitere Bilder |
| Sankt-Nikola-Straße 17 (Standort)                                  | Katholische Kirche St. Nikola, ehemalige Leprosenhauskirche                                             | Saalkirche mit Steildach und eingezogenem, fünfseitig geschlossenem Chor, Westturm mit Zwiebelhaube, im Kern gotisch, 1344 zuerst genannt, um 1700 barocker Ausbau; mit Ausstattung Mauerzug vom ehemaligen Friedhof, Portal bezeichnet mit „1752“ | D-2-63-000-177 | weitere Bilder |
| Schloßplatz (Standort)                                             | Brunnen am Herzogsschloss                                                                               | Oktogonales Becken auf Stufenpostament mit obeliskartiger Brunnensäule, 18. Jahrhundert | D-2-63-000-181 | weitere Bilder |
| Schloßplatz 1, 2, 2 a, 2 b, 2 c, 2 d (Standort)                    | Ehemaliges Herzogsschloss                                                                               | Baubeginn 1356, Ausbauten im 15. und 16. Jahrhundert, seit 1755 temporär Kaserne und bis heute Verwaltungsgebäude Unregelmäßige, um einen Hof angeordnete Anlage mit Torturm und ehemaligem Rentmeisteramt im Süden Fürstenhaus, mächtiger dreigeschossiger Steildachbau mit flankierenden Steildachtürmen, zwei dreigeschossige Walm- und Steildachflügel nach Süden Schlosskapelle St. Sigismund und St. Georg im Osttrakt des Schlosses, Saalbau mit Steildach und Dachreiter, Chörlein nach Osten, 1373, ausgebaut zweite Hälfte 15. Jahrhundert, barock verändert; mit Ausstattung Südosttrakt, Südflügel, ehemaliges Rentmeisteramt, dreigeschossiger Steildachbau mit Stufengiebeln, Ostflügel, viergeschossiger gewinkelter Steildachbau Torturm, ehemaliger Bestandteil der Stadtbefestigung, westlich an den Südosttrakt anschließend, schlanker Walmdachbau mit Dachlaterne und rundbogiger Tordurchfahrt, 1356 zum Schloss einbezogen Sogenannte Reitertreppe, zweiläufig gegenläufige Stiege mit Richtungswechsel an Mittelpodesten, mit kurvierter Brüstungsmauer nach Süden, wohl 15./16. Jahrhundert Einfriedungsmauer nach Nordwesten, Werk- und Ziegelstein, nach Westen mit korbbogiger Tordurchfahrt, wohl 15./16. Jahrhundert Denkmal für Joseph von Fraunhofer, Halbfigur auf Konsole mit Baldachinbekrönung, Werkstein, 1910 | D-2-63-000-178 | weitere Bilder |
| Schloßplatz 4 (Standort)                                           | Schiller-Denkmal                                                                                        | Steinobelisk mit Schalenbekrönung und Bronzetafel, 1905 | D-2-63-000-219 | Schiller-Denkmal |
| Schulgasse 11 (Standort)                                           | St.-Peter-Schule                                                                                        | Mächtiger dreigeschossiger Walmdachbau mit Neurenaissance-Fassaden, 1880 von Stadtbaumeister Blaschak; Turnhalle, Walmdachbau mit Ziegelgliederungen, Verbindungstrakt nach Süden mit reicher expressionistischer Bauplastik, 1920er Jahre | D-2-63-000-186 | weitere Bilder |
| Schulgasse 25 (Standort)                                           | Wohnhaus, ehemals zum Kloster gehörig                                                                   | Zweigeschossiger Halbwalmdachbau, giebelseitig mit Putzgliederung, Ende 18. Jahrhundert | D-2-63-000-188 | Wohnhaus, ehemals zum Kloster gehörig |
| Schulgasse 22, 24, 28, 30, Petersgasse 18 (Standort)               | Ehemaliges Franziskanerkloster                                                                          | Errichtet 1702–06, 1802/03 aufgelöst, 1844 Kloster der Barmherzigen Brüder mit Krankenhausnutzung Katholische Schutzengelkirche, ehemals Klosterkirche, Saalkirche mit Steildach und eingezogenem, fünfseitig geschlossenem Chor, Dachreiter mit Zwiebelhaube, Kloster-Gruft unter der Kirche; mit Ausstattung Südlich anschließend ehemaliges Klostergebäude, zweigeschossige Vierflügelanlage mit Walmdächern um Kreuzgang Ehemaliges Ökonomiegebäude, zweigeschossiger Langtrakt mit Walmdach zur Schulgasse, nach Osten gedeckter Torbogen Loretokapelle, zweigeschossiger traufständiger Satteldachbau mit barocken Putzgliederungen 1697/1702; mit Ausstattung, 2001/02 teilweise in die Äußere Passauer Str. 60 verbracht | D-2-63-000-187 | Ehemaliges Franziskanerkloster |
| Seminargasse 6 (Standort)                                          | Bürgerhaus                                                                                              | Dreigeschossiger traufständiger Satteldachbau mit frühklassizistischer Fassade, um 1780/90 | D-2-63-000-192 | Bürgerhaus |
| Seminargasse 15 (Standort)                                         | Bürgerhaus                                                                                              | Dreigeschossiger traufständiger Steildachbau, spätklassizistische Putzfassade um 1830/40 | D-2-63-000-189 | Bürgerhaus |
| Seminargasse 16; Simon-Höller-Straße 27 (Standort)                 | Ehemals Chorherren-Stiftsgebäude, jetzt Stadtverwaltung                                                 | Dreigeschossiger Zweiflügelbau, langer Westflügel mit Satteldach, kurzer Walmdachquerflügel nach Norden, 1782/83 von Ignaz Hirschstetter und Paul Uferer, Ausbau zum Lehrerseminar mit klassizistischer Fassadengliederung, nach 1824, später überarbeitet | D-2-63-000-191 | weitere Bilder |
| Seminargasse 21 (Standort)                                         | Wohnhaus                                                                                                | Eckhaus, zweigeschossiger Satteldachbau mit Vortreppe, im Kern 17./18. Jahrhundert | D-2-63-000-190 | Wohnhaus |
| Simon-Höller-Straße 11 (Standort)                                  | Wohn- und Geschäftshaus, ehemals Propsteihof                                                            | Dreigeschossiger traufständiger Mansarddachbau mit Mezzanin, nach 1780, Neurenaissance-Fassade Ende 19. Jahrhundert | D-2-63-000-193 | weitere Bilder |
| Simon-Höller-Straße 18 (Standort)                                  | Bürgerhaus                                                                                              | Dreigeschossiger Traufseitbau mit frühklassizistischer Fassade und Korbbogentor, bezeichnet mit „1784“ | D-2-63-000-197 | weitere Bilder |
| Simon-Höller-Straße 19 (Standort)                                  | Wohnhaus, ehemaliger Propsteihof                                                                        | Dreigeschossiger traufständiger Satteldachbau, wohl nach 1780, Neurenaissance-Fassade Ende 19. Jahrhundert | D-2-63-000-194 | weitere Bilder |
| Simon-Höller-Straße 23 (Standort)                                  | Wohnhaus                                                                                                | Dreigeschossiger Halbwalmdachbau über winkelförmigem Grundriss, mit Aufzugserker und Korbbogentor, bezeichnet mit „1781“ | D-2-63-000-195 | weitere Bilder |
| Simon-Höller-Straße 28 (Standort)                                  | Wohnhaus und ehemalige Bäckerei                                                                         | Eckhaus, zweigeschossiger Schopfwalmdachbau, bezeichnet mit „1781“, im Kern wohl älter | D-2-63-000-196 | weitere Bilder |
| Spitalgasse 5 (Standort)                                           | Ehemaliges Lehrerhaus                                                                                   | Zweigeschossiger Walmdachbau mit klassizistischer Fassadengliederung, bezeichnet mit „1833“ | D-2-63-000-198 | weitere Bilder |
| Spitalgasse 11 (Standort)                                          | Katholische Spitalkirche Hl. Dreifaltigkeit                                                             | Saalkirche mit Steildach und integriertem Westturm, dreiseitig geschlossen, zweite Hälfte 13. Jahrhundert, im Spätmittelalter erweitert, nach Stadtbrand 1780 Erneuerung und Erhöhung des Turms; mit Ausstattung Spitalgebäude, zweigeschossiger Steildachbau mit unregelmäßiger Durchfensterung, Erdgeschoss mittelalterlich, 14. Jahrhundert Spitaltrakte, nördlich und südlich um einen Innenhof, zwei- und dreigeschossige Steil- und Walmdachbauten, nach 1780, 1912 erneuert | D-2-63-000-200 | weitere Bilder |
| Spitalgasse 17 (Standort)                                          | Wohnhaus                                                                                                | Eckhaus, dreigeschossiger Halbwalmdachbau über unregelmäßigem Grundriss, nach 1780, im Kern wohl älter | D-2-63-000-204 | weitere Bilder |
| Spitalgasse 19 (Standort)                                          | Wohnhaus                                                                                                | Dreigeschossiger Flachsatteldachbau mit geknickter Front, im Gebäudezwickel Heiligennische, 19. Jahrhundert | D-2-63-000-205 | weitere Bilder |
| Spitalgasse 21 (Standort)                                          | Ehemalige Fleischbank                                                                                   | Zwei Paralleltrakte, zweite Hälfte 16. Jahrhundert, südlicher Trakt zweigeschossig mit Greddach, nördlicher Trakt zweigeschossiger Steildachbau, Ziegelstein, Überdachung des Zwischenraumes durch Flachsatteldach, erstes Viertel 19. Jahrhundert | D-2-63-000-206 | weitere Bilder |
| Spitalgasse 25 (Standort)                                          | Wohnhaus                                                                                                | Zweigeschossiger Steildachbau, mit Schweifgiebel und Aufzugsarm, 18. Jahrhundert | D-2-63-000-207 | weitere Bilder |
| Spitzwegwinkel 9 (Standort)                                        | Wohnhaus                                                                                                | Zweigeschossiger schmaler Steildachbau, giebelseitig mit verglaster Laube, 16./17. Jahrhundert, Laube wohl 19. Jahrhundert | D-2-63-000-210 | weitere Bilder |
| Spitzwegwinkel 11 (Standort)                                       | Treppenaufgang zum Spitzwegwinkel und zum ehem. Brückenübergang zur Fleischbank                         | 18./19. Jh., im Kern wohl 15./16. Jh., mit Stützmauern, erneuert. | D-2-63-000-208 | BW |
| Stadtgraben 22 (Standort)                                          | Wohnhaus                                                                                                | Zweigeschossiger villenartiger Halbwalmdachbau mit Flacherker, zur Nordostecke Patrona Bavariae mit Baldachin, um 1910/15 | D-2-63-000-214 | weitere Bilder |
| Stadtgraben 52 (Standort)                                          | Mietshaus                                                                                               | Eckhaus, dreigeschossiger Mansardwalmdachbau mit Neurenaissance-Fassaden, Ende 19. Jahrhundert | D-2-63-000-216 | weitere Bilder |
| Stadtgraben 54 (Standort)                                          | Berufsschule                                                                                            | Mächtiger dreigeschossiger Mehrflügelbau mit Walmdächern, mit Schweifgiebel und Rustikaportal, in reduzierten Formen der deutschen Renaissance, 1909 Turnhalle, Satteldachbau, halbrund geschlossen, mit Schweifgiebel und Eingangsvorhalle, gleichzeitig | D-2-63-000-217 | weitere Bilder |
| Stadtturm (Standort)                                               | Stadtturm                                                                                               | Achtgeschossiger Turm über quadratischem Grundriss mit kleinen Lanzettfenstern, 1316, 1379–1396 erhöht, Türmerwohnung, Spitzhelm und Ecktürme 16. Jahrhundert; mit historischer Ausstattung Anbauten an der Ost- und Westseite, ehemalige Stadtwaage, Zollbüro, Trinkstube, Wache, zweigeschossige Steildachbauten mit Dreistaffelgiebeln und profilierten Fenstergewänden, 15. Jahrhundert | D-2-63-000-240 | weitere Bilder |
| Steinergasse 14 (Standort)                                         | Ehemaliges Adelshaus                                                                                    | Stattlicher dreigeschossiger Walmdachbau, zum Teil umbauter Innenhof mit Pult- und Mansarddachbau, wohl 18. Jahrhundert, Fassade barock, im 19. Jahrhundert überarbeitet | D-2-63-000-224 | Ehemaliges Adelshaus |
| Steinergasse 18 (Standort)                                         | Weidenmannsches Haus                                                                                    | Dreigeschossiger traufständiger Steildachbau, Hofumbauung durch Pultdachflügel, 1686 (dendro. dat.) unter Einbeziehung von Teilen eines mittelalterlichen Vorgängerbaus von 1416 (dendrochronologisch datiert), 1719 unter Wiederverwendung des Dachs von 1686 aufgestockt und umgebaut | D-2-63-000-223 | Weidenmannsches Haus |
| Steinergasse 19 (Standort)                                         | Bürgerhaus                                                                                              | Dreigeschossiger traufständiger Halbwalmdachbau, um 1700, im Kern wohl spätmittelalterlich, Fassadendekor um 1900 | D-2-63-000-317 | Bürgerhaus |
| Steinergasse 20 (Standort)                                         | Wohnhaus                                                                                                | Viergeschossiger traufständiger Flachsatteldachbau, Neurenaissance-Fassade mit Erker, drittes Viertel 19. Jahrhundert, im Kern wohl älter | D-2-63-000-222 | Wohnhaus |
| Steinergasse 21 (Standort)                                         | Bürgerhaus                                                                                              | Eckhaus, dreigeschossiger Schopfwalmdachbau mit Ziergiebel, 18. Jahrhundert, im Kern wohl älter, Gebäudeverlängerung nach Osten mit Satteldach und neubarocke Fassade, nach 1900 | D-2-63-000-220 | Bürgerhaus |
| Stetthaimerplatz (Standort)                                        | Denkmal für die Gefallenen des Krieges von 1870/71                                                      | Skulptur der Germania als Siegesgöttin mit sterbendem Krieger, auf Postament mit Stufensockel, Werkstein, 1876. | D-2-63-000-227 | weitere Bilder |
| Stetthaimerplatz 1 (Standort)                                      | Totenleuchte                                                                                            | Steinerne Lichtsäule des ehemaligen Heilig-Geist-Spitales, 14. Jahrhundert, 1983 wieder aufgestellt | D-2-63-000-228 | weitere Bilder |
| Stetthaimerplatz 1 (Standort)                                      | Sogenanntes Loichinger-Schlößl, jetzt Standesamt                                                        | Zweigeschossiger Mansardwalmdachbau mit Eckpilastrierungen und Rokokogliederungen, 1752–55 | D-2-63-000-225 | weitere Bilder |
| Theresienplatz (Standort)                                          | Tiburtiusbrunnen                                                                                        | Oktogonales Brunnenbecken, darin Balustersäule mit Skulptur des heiligen Tiburtius, 1685, Figur 1955 erneuert, Becken 1975 nach Vorbild desjenigen des Jakobsbrunnens neu gestaltet | D-2-63-000-253 | weitere Bilder |
| Theresienplatz (Standort)                                          | Dreifaltigkeitssäule                                                                                    | Korinthische Säule mit Skulptur der heiligen Dreifaltigkeit, Postament mit Kolonnadenrahmung und Engelskulpturen, mit umgebender Balustrade, Marmor, 1704–09 | D-2-63-000-254 | weitere Bilder |
| Theresienplatz 1, Steinergasse 4 (Standort)                        | Lebzelterei Krönner, Bürgerhaus                                                                         | Viergeschossiger Flachsatteldachbau, im Kern spätmittelalterlich, klassizistische Fassade mit Tempelmotiv 1. Viertel 19. Jahrhundert | D-2-63-000-241 | weitere Bilder |
| Theresienplatz 2, Simon-Höller-Straße 9 (Standort)                 | Rathaus                                                                                                 | Dreigeschossige Dreiflügelanlage mit Steildächern und Innenhof, 1382, Ausbauten bis 16. Jahrhundert, weiterer Ausbau 18. Jahrhundert, neugotisch erneuert mit Treppengiebel nach Süden, Glockenstuhl und Haupteingang, 1892 Am 25. November 2016 wurde der historische Gebäudeteil des Rathauses durch einen Brand stark beschädigt, ein originalgetreuer Wiederaufbau wird angestrebt. Ein großer Teil der historischen Ausstattungsstücke wurde vernichtet. | D-2-63-000-239 | weitere Bilder |
| Theresienplatz 3 (Standort)                                        | Ehemaliger Stadtpalast                                                                                  | Viergeschossiger Pultdachbau, im Kern spätmittelalterlich, spätbarocke Fassade mit gotisierender Attika, wohl 1752 | D-2-63-000-242 | weitere Bilder |
| Theresienplatz 7 (Standort)                                        | Bürgerhaus                                                                                              | Dreigeschossiger traufständiger Satteldachbau, im Kern spätmittelalterlich, Fassade expressionistisch-neubarock, 1920er Jahre | D-2-63-000-243 | weitere Bilder |
| Theresienplatz 8 (Standort)                                        | Einhorn-Apotheke                                                                                        | Eckhaus, dreigeschossiger Halbwalmdachbau, im Kern wohl 17./18. Jahrhundert, neugotische Fassade um Mitte 19. Jahrhundert | D-2-63-000-238 | weitere Bilder |
| Theresienplatz 9 (Standort)                                        | Bürgerhaus                                                                                              | Dreigeschossiger traufständiger Flachsatteldachbau mit Flacherker, im Kern spätmittelalterlich, Tordurchfahrt bezeichnet mit „1462“, Fassade Ende 19. Jahrhundert | D-2-63-000-244 | weitere Bilder |
| Theresienplatz 11, Aprilgasse 3 (Standort)                         | Ehemals Vicedominus-Haus                                                                                | Dreigeschossiger traufständiger Satteldachbau mit Treppengiebeln, im Kern 15./16. Jahrhundert, Fassade zweite Hälfte 18. Jahrhundert | D-2-63-000-245 | weitere Bilder |
| Theresienplatz 15, Aprilgasse 6 (Standort)                         | Ehemaliges Adelshaus                                                                                    | Dreigeschossig, mit barocker Schweifgiebelfassade, 1. Hälfte 18. Jahrhundert, zum Teil neubarock überarbeitet | D-2-63-000-26  | weitere Bilder |
| Theresienplatz 16 (Standort)                                       | Bürgerhaus                                                                                              | Viergeschossig, mit hohem Satteldach und Flacherker, spätgotische Fenstereinfassungen, 15./16. Jahrhundert, mit barocken Überformungen | D-2-63-000-237 | weitere Bilder |
| Theresienplatz 18 (Standort)                                       | Wohn- und Geschäftshaus                                                                                 | Viergeschossiger Flachsatteldachbau mit Mezzanin, Neurenaissance-Fassade um 1900 | D-2-63-000-236 | weitere Bilder |
| Theresienplatz 19, Bernauergasse 3 (Standort)                      | Wohn- und Geschäftshaus                                                                                 | Dreigeschossiger und traufständiger Flachsatteldachbau, im Kern barock, Eckerkerturm um 1700, Neurenaissance-Fassade um 1900 | D-2-63-000-247 | Wohn- und Geschäftshaus |
| Theresienplatz 22 (Standort)                                       | Wohn- und Geschäftshaus                                                                                 | Viergeschossiger Flachsatteldachbau mit Neurenaissance-Fassade, um 1900 | D-2-63-000-235 | weitere Bilder |
| Theresienplatz 27 (Standort)                                       | Bürgerhaus                                                                                              | Dreigeschossiger traufständiger Flachsatteldachbau mit mittlerer Tordurchfahrt und Ziergiebel, im Kern mittelalterlich mit erhaltener gotischer Fenstergruppe, Fassade um 1900, östlicher Rückflügel, 17./18. Jahrhundert, um 1850 aufgestockt | D-2-63-000-248 | Bürgerhaus |
| Theresienplatz 28 (Standort)                                       | Ehemaliger Stadtpalast                                                                                  | Dreigeschossiger traufständiger Flachsatteldachbau, im Kern spätmittelalterlich, Fassade 1. Hälfte 19. Jahrhundert | D-2-63-000-233 | weitere Bilder |
| Theresienplatz 31, Ottogasse 2 (Standort)                          | Wohn- und Geschäftshaus                                                                                 | Eckhaus, dreigeschossiger Walmdachbau mit spätklassizistischer Fassade, drittes Viertel 19. Jahrhundert | D-2-63-000-249 | Wohn- und Geschäftshaus |
| Theresienplatz 32 (Standort)                                       | Gasthaus                                                                                                | Spätgotisches Bürgerhaus, östlicher Teil viergeschossiger traufständiger Steildachbau mit spätgotischen Fenstergewänden und Aufzugsgaube, vom dreigeschossigen westlichen Teil nur eine Achse erhalten | D-2-63-000-232 | weitere Bilder |
| Theresienplatz 36 (Standort)                                       | Gasthaus Röhrlbräu                                                                                      | Dreigeschossiger traufständiger Steildachbau mit barocker Fassade, Portal bezeichnet mit „1726“, im Kern älter, nördlich anschließend Rückgebäude, dreigeschossiger Mansarddachbau mit geschlossenen Laubengängen im ersten und zweiten Obergeschoss, wohl Anfang 19. Jahrhundert | D-2-63-000-231 | weitere Bilder |
| Theresienplatz 37 (Standort)                                       | Wohn- und Geschäftshaus                                                                                 | Dreigeschossiger traufständiger Steildachbau mit Treppengiebel zur Koppgasse, im Kern spätmittelalterlich, Neurenaissance-Fassade Ende 19. Jahrhundert | D-2-63-000-250 | weitere Bilder |
| Theresienplatz 40 (Standort)                                       | Wohn- und Geschäftshaus                                                                                 | Viergeschossiger Flachsatteldachbau mit Vorschussmauer, im Kern wohl 17. Jahrhundert, klinkerexpressionistische Fassadengliederung mit Putzbändern 1928 von Franz Mauser | D-2-63-000-336 | weitere Bilder |
| Theresienplatz 46; Theresienplatz 50 (Standort)                    | Ehemalige Jesuitenkirche                                                                                | Saalkirche mit Satteldach, fünfseitig geschlossen, Westturm mit Zwiebelhaube, im Kern spätgotisch, ab 1680 barockisierender Umbau mit zwei flankenturmartigen Kapellenanbauten; mit Ausstattung Hofmauer mit Korbbogentor, 17./18. Jahrhundert | D-2-63-000-230 | weitere Bilder |
| Theresienplatz 49 (Standort)                                       | Gasthaus zum Geiss                                                                                      | Zweigeschossiger traufständiger Steildachbau mit Treppengiebeln, giebelseitig mit Aufzugsluken, spätgotisch, 1537 | D-2-63-000-251 | weitere Bilder |
| Theresienplatz 50 (Standort)                                       | Ehemaliges Jesuitenkolleg                                                                               | Viergeschossiger Dreiflügelbau mit Walm-, Sattel- und Pultdach, 1666–70, nach 1773 Umbau zum Ordensgebäude der Malteser, weiterer Umbau nach Mitte 19. Jahrhundert als Amtsgebäude, Südseite mit gepaarten Segmentbogenfenstern | D-2-63-000-229 | weitere Bilder |
| Thomasweg 4 (Standort)                                             | Jüdischer Friedhof                                                                                      | rechteckige Anlage mit Mittelweg und Reihengräbern, 1923 eingeweiht und auch nach 1945 belegt; Taharahaus, kleiner Satteldachbau, gleichzeitig; Friedhofsmauer an der Nord- und Ostseite, mit Tor an der Nordseite, gleichzeitig; zahlreiche Grabsteine | D-2-63-000-479 | Jüdischer Friedhof |
| Uferstraße 2, 2 a, 2 b, 2 c, 2 d (Standort)                        | Ehemaliges Gesellenhaus                                                                                 | Zweigeschossiger Mansardwalmdachbau mit Zwerchhäusern, Fassade mit Putzgliederungen, im Kern Adelshaus Ende 18. Jahrhundert, Obergeschoss letztes Drittel 19. Jahrhundert umgebaut Saalanbau nach Süden, jetzt Wohnhaus, Flachsatteldachbau mit gegliederter Ziegelfassade, um 1880 | D-2-63-000-309 | BW |
| Unterm Rain 4 (Standort)                                           | Wohnhaus                                                                                                | Zweigeschossiger Halbwalmdachbau mit Putzgliederungen, Ende 18. Jahrhundert | D-2-63-000-258 | Wohnhaus |
| Unterm Rain 6 (Standort)                                           | Wohnhaus                                                                                                | Eingeschossiger Pultdachbau, im Kern spätmittelalterlich | D-2-63-000-259 | Wohnhaus |
| Unterm Rain 12 (Standort)                                          | Ehemaliges Weißgerberhaus                                                                               | Dreigeschossiger traufständiger Steildachbau mit vertrepptem Dach, im Kern um 1800 Neurenaissancefassade mit Ziergiebel und Dachausbau 1904 | D-2-63-000-332 | Ehemaliges Weißgerberhaus |
| Unterm Rain 14 (Standort)                                          | Wohnhaus                                                                                                | Zweigeschossiger traufständiger Steildachbau, Türgewände bezeichnet mit „1771“, Putzgliederungen 19. Jahrhundert | D-2-63-000-260 | weitere Bilder |
| Unterm Rain 15 (Standort)                                          | Gaststätte Unterm Rain                                                                                  | Zweigeschossiger Mansardwalmdachbau, im Kern 18. Jahrhundert, Neurenaissancefassade Ende 19. Jahrhundert | D-2-63-000-261 | Gaststätte Unterm Rain |
| Unterm Rain 16 (Standort)                                          | Wohnhaus                                                                                                | Zweigeschossiger traufständiger Steildachbau mit Putzgliederungen, zweite Hälfte 18. Jahrhundert | D-2-63-000-262 | Wohnhaus |
| Unterm Rain 24 (Standort)                                          | Ehemaliges Weißgerberhaus                                                                               | Zweigeschossiger breitgelagerter Mansardschopfwalmdachbau, mit Schweifgiebel und Putzgliederungen, wohl Ende 18. Jahrhundert | D-2-63-000-263 | Ehemaliges Weißgerberhaus |
| Unterm Rain 35 (Standort)                                          | Kruzifix                                                                                                | Zur Erinnerung an die Belagerung von 1742, Gusseisen, auf Werksteinsockel, 19. Jahrhundert | D-2-63-000-256 | Kruzifix |
| Viereckmühlstraße 19 (Standort)                                    | Villa Bergfried                                                                                         | Zweigeschossiger Zweiflügelbau mit Sattel- und Schopfwalmdach, Eckturm mit Spitzhelm, Neurenaissance, Ende 19. Jahrhundert | D-2-63-000-264 | weitere Bilder |
| Viktualienmarkt 1 (Standort)                                       | Wohnhaus                                                                                                | Eckhaus, zweieinhalbgeschossiger Steildachbau mit Treppengiebel, Pultdachanbau nach Süden mit Flacherker, spätgotisch, Putzfassade Ende 19. Jahrhundert | D-2-63-000-166 | Wohnhaus |
| Viktualienmarkt 6 (Standort)                                       | Mietshaus                                                                                               | Eckhaus, dreigeschossiger Mansardwalmdachbau mit geschweiften Zwerchgiebeln, Jugendstil, um 1902 von Baumeister Danner | D-2-63-000-218 | Mietshaus |
| Weißgerbergasse 6 (Standort)                                       | Ehemaliges Gerberhaus                                                                                   | Eineinhalbgeschossiger Walm- bzw. Schopfwalmdachbau, erhöhter Mittelteil mit seitlichen Pultdächern, 18. Jahrhundert | D-2-63-000-266 | Ehemaliges Gerberhaus |
| Weißgerbergasse 17 (Standort)                                      | Ehemaliges Gerberhaus                                                                                   | Zweigeschossiger Mansardschopfwalmdachbau, mit Schweifgiebeln und Putzgliederungen, zweite Hälfte 18. Jahrhundert | D-2-63-000-268 | Ehemaliges Gerberhaus |
| Wittelsbacherstraße 8 (Standort)                                   | Marienheim, Altenheim                                                                                   | Mächtige dreigeschossige Dreiflügelanlage mit Steildächern, Seitenflügel mit Wellengiebeln und Eckerkern, Jugendstil, 1905/06 von Ludwig Ruff | D-2-63-000-274 | Marienheim, Altenheim |
| Wittelsbacherstraße 11 (Standort)                                  | Synagoge                                                                                                | Saalbau mit Steildach, straßenseitig zwei polygonale Flankentürme mit Zeltdächern, neuromanisch, 1907 von Franz Dendl Gemeindehaus, östlich angeschlossener, quergelagerter zweigeschossiger Halbwalmdachbau, neuromanisch, gleichzeitig Hofeinfriedung, straßenseitig Metallgitterzaun auf Steinsockel, nach Süden bildstockartiger Gedenkstein zur Erbauung, gleichzeitig | D-2-63-000-270 | weitere Bilder |
| Wittelsbacherstraße 12 (Standort)                                  | Mietshaus                                                                                               | Villenartiger dreigeschossiger Schopfwalmdachbau, asymmetrisch mit Giebelrisalit und Eck-Erkerturm, Dächer mit Überstand, Neurenaissance, um 1900 | D-2-63-000-273 | weitere Bilder |
| Wittelsbacherstraße 13 (Standort)                                  | Mietshaus                                                                                               | Dreigeschossiger Walmdachbau mit Eckturm, Eck-Erkerturm und Ziergiebelrisalit, um 1900 Hofeinfriedung nach Norden, Eisengitterzaun auf Steinsockel, gleichzeitig | D-2-63-000-271 | weitere Bilder |
| Wittelsbacherstraße 16 (Standort)                                  | Mietshaus                                                                                               | Zweigeschossiger asymmetrischer Halbwalmdachbau mit Giebelrisalit und Erker, bezeichnet mit „1902“ | D-2-63-000-272 | weitere Bilder |
| Zellerstraße 18 (Standort)                                         | Ehem. Wohnstallhaus                                                                                     | zweigeschossiger Blockbau mit flach geneigtem Satteldach, 1555 (dendro. dat.), später nach Norden verlängert. | D-2-63-000-468 | BW |
| Zollergasse 10 (Standort)                                          | Wohnhaus                                                                                                | Dreigeschossiger Halbwalmdachbau mit rundbogigem Eingangstor, im Kern spätgotisch, Hofumbauung nach Osten und Süden | D-2-63-000-277 | weitere Bilder |
| Zollergasse 11 (Standort)                                          | Wohn- und Geschäftshaus                                                                                 | Breitgelagerter zweigeschossiger Traufseitbau mit Satteldach, frühklassizistische palaisartige Fassadengliederung mit mittlerer Tordurchfahrt und Nischenfigur, um 1784/85 Inschrifttafel für Generalleutnant Oskar Freiherr von Zoller, 1868 | D-2-63-000-275 | weitere Bilder |
| Zur Wieskapelle 2 (Standort)                                       | Katholische Wieskapelle, ehemalige Votivkapelle                                                         | Satteldachbau mit eingezogenem, halbrund geschlossenem Chor, Dachreiter mit Glockenhaube, 1756 | D-2-63-000-72  | weitere Bilder |

### Alburg
| Lage                               | Objekt                                               | Beschreibung | Akten-Nr.      | Bild                                      |
| ---------------------------------- | ---------------------------------------------------- | --- | -------------- | ----------------------------------------- |
| Alburger Hauptstraße (Standort)    | Eckl-Kapelle                                         | Satteldachbau über rechteckigem Grundriss, 19. Jahrhundert, 1977 erneuert | D-2-63-000-282 | Eckl-Kapelle                              |
| Alburger Hauptstraße 13 (Standort) | Ehemaliges Benefiziatenhaus                          | Zweigeschossiger Walmdachbau, wohl Ende 18. Jahrhundert | D-2-63-000-278 | Ehemaliges Benefiziatenhaus               |
| Alburger Hauptstraße 21 (Standort) | Pfarrhaus                                            | Zweigeschossiger traufständiger Steildachbau, 18. Jahrhundert, im Kern älter, gartenseitig spätgotische Bauteile Mit historischen Ausstattungsstücken | D-2-63-000-281 | Pfarrhaus                                 |
| Alburger Hauptstraße 54 (Standort) | Hoftor                                               | Eiserne Torpfosten mit eisernen Flügeln und Gittereinlagen, bezeichnet mit „1909“ | D-2-63-000-283 | Hoftor                                    |
| Allachstraße (Standort)            | Buchner-Kapelle                                      | Kleiner Satteldachbau mit Profilgesims, bezeichnet mit „1880“; mit Ausstattung | D-2-63-000-285 | Buchner-Kapelle                           |
| Allachstraße 66 (Standort)         | Wohnstallhaus eines Vierseithofs, ehemals Klosterhof | Zweigeschossiger Flachsatteldachbau, Obergeschoss verputzter Blockbau, 18. Jahrhundert, Tür bezeichnet mit „1876“, nach Süden Stallteil, bezeichnet mit „1891“, an der Hausecke nach Nordosten gotische Figurengruppe Remise, langgestreckter eingeschossiger Flachsatteldachbau mit korbbogigen Einfahrten, 19. Jahrhundert | D-2-63-000-284 | weitere Bilder                            |
| Harthauser Weg 24 (Standort)       | Bildstock zur Eisernen Hand                          | Schlanke Ädikulaform, mit spätgotischem Holzkruzifix, darunter Steinrelief, bezeichnet mit „1590“, 1803 abgebrochen und 1822 wiederhergestellt | D-2-63-000-437 | Bildstock zur Eisernen Hand               |
| Kapellerstraße 2 (Standort)        | Katholische Pfarrkirche St. Stephan                  | Chor mit Steildach, dreiseitig geschlossen, spätgotisch, Flankenturm mit Zwiebelhaube, im Kern spätgotisch, barock erweitert, Langhaus mit Walmdach, Neubau von 1957; mit Ausstattung Ehemaliger Karner, zweigeschossiger Steildachbau, dreiseitig geschlossen, Mitte 15. Jahrhundert, im 18. Jahrhundert unterkellert Kriegergedächtniskapelle, kleiner Rechteckbau mit Kielbogendach, 1920er Jahre, später für Gefallene des II. Weltkriegs erweitert; mit Ausstattung | D-2-63-000-286 | weitere Bilder                            |
| Kapellerstraße 5 (Standort)        | Ehemaliges Gasthaus                                  | Langgestreckter zweigeschossiger Halbwalmdachbau mit Walmdachvorbauten nach Westen, 1817 (Dachtragwerk dendro. dat.) über barockem Keller des Vorgängerbaus errichtet, wohl 1832 (dendro. dat.) Umbau mit Saal und Einzug von böhmischen Kappen im Pferdestall | D-2-63-000-348 | Ehemaliges Gasthaus                       |
| Klostergasse 2, 6 (Standort)       | Ehemaliges Klostergebäude, jetzt Wohnhaus            | Langgestreckter zweigeschossiger Traufseitbau mit Steildach, 18./Anfang 19. Jahrhundert | D-2-63-000-280 | Ehemaliges Klostergebäude, jetzt Wohnhaus |

### Frauenbründl
| Lage                                     | Objekt                                         | Beschreibung | Akten-Nr.      | Bild           |
| ---------------------------------------- | ---------------------------------------------- | --- | -------------- | -------------- |
| Frauenbrünnlstraße 115 a, 117 (Standort) | Katholische Wallfahrtskirche Unsere Liebe Frau | Zentralbau mit drei Konchen und Vorhalle, Flankentürme und zentrale Kuppel mit Glockenhauben, 1705/07; mit Ausstattung Angebautes Wohnhaus, zweigeschossiger Walmdachbau, 18. Jahrhundert Mariengrotte über Quelle, Bruchstein, 19. Jahrhundert | D-2-63-000-288 | weitere Bilder |
| Regensburger Straße 106 (Standort)       | Ehemaliges Gasthaus Frauenbrünnl               | Langgestreckter zweigeschossiger Mansardwalmdachbau mit polygonalen Ecktürmen zur Straße, Neurenaissance, 1867, im Kern älter | D-2-63-000-289 | weitere Bilder |

### Harthof
| Lage                 | Objekt                      | Beschreibung                                                 | Akten-Nr.      | Bild                        |
| -------------------- | --------------------------- | ------------------------------------------------------------ | -------------- | --------------------------- |
| Harthof 1 (Standort) | Hausfigur heiliger Florian, | Holz, farbig gefasst, in Segmentbogennische, 18. Jahrhundert | D-2-63-000-291 | Hausfigur heiliger Florian, |

### Ittling
| Lage                                        | Objekt                                     | Beschreibung | Akten-Nr.      | Bild |
| ------------------------------------------- | ------------------------------------------ | --- | -------------- | --- |
| Dr.-Kumpfmüller-Straße 11 (Standort)        | Katholische Pfarrkirche St. Johann Baptist | Saalkirche mit Flachsatteldach und eingezogenem, fünfseitig geschlossenem Chor, Westturm mit Spitzhelm, Sichtziegelstein, 1841; mit Ausstattung Friedhofsmauer, Sichtziegelstein, gleichzeitig | D-2-63-000-294 | weitere Bilder                                                                                               |
| Ittlinger Hauptstraße (Standort)            | Kapellenbildstock                          | Kleiner Satteldachbau mit halbrunder Bildnische, 18./Anfang 19. Jahrhundert | D-2-63-000-293 | Kapellenbildstock                                                                                            |
| Schlesische Straße (bei Nr. 206) (Standort) | Stadtgrenzstein                            | zylindrischer Granitstein mit Inschrift, um 1850 | D-2-63-000-477 | [[Vorlage:Bilderwunsch/code!/C:48.8916,12.61722!/D:Schlesische Straße (bei Nr. 206), Stadtgrenzstein!/\|BW]] |
| Schlesische Straße 401 (Standort)           | Aukapelle                                  | Saalbau mit Satteldach, halbrund geschlossen, Giebelreiter mit Zwiebelhaube, bezeichnet mit „1741“; mit Ausstattung                                                                            | D-2-63-000-295 | weitere Bilder                                                                                               |

### Kagers
| Lage                          | Objekt                             | Beschreibung | Akten-Nr.      | Bild           |
| ----------------------------- | ---------------------------------- | --- | -------------- | -------------- |
| Meginhardstraße 91 (Standort) | Katholische Filialkirche Hl. Kreuz | Saalkirche mit Satteldach und eingezogenem, halbrund geschlossenem Chor, Westturm mit Zwiebelhaube, 1752; mit Ausstattung | D-2-63-000-296 | weitere Bilder |

### Kay
| Lage              | Objekt                           | Beschreibung | Akten-Nr.      | Bild                             |
| ----------------- | -------------------------------- | --- | -------------- | -------------------------------- |
| Kay 52 (Standort) | Katholische Kirche St. Magdalena | Saalkirche mit Steildach und integriertem Chor, schlanker Ostturm mit Treppengiebeln, 14. Jahrhundert, im Kern älter, Vorhalle und Sakristei 1601; mit Ausstattung Friedhofsmauer, wohl 18./19. Jahrhundert | D-2-63-000-297 | Katholische Kirche St. Magdalena |

### Öberau
| Lage                | Objekt                                | Beschreibung | Akten-Nr.      | Bild           |
| ------------------- | ------------------------------------- | --- | -------------- | -------------- |
| Öberau 3 (Standort) | Katholische Filialkirche Mariä Geburt | Saalkirche mit Satteldach und eingezogenem, halbrund geschlossenem Chor, Westturm mit Zwiebelhaube, 1738–41, Turmportal bezeichnet mit „1690“; mit Ausstattung | D-2-63-000-298 | weitere Bilder |

### Sossau
| Lage                         | Objekt                                                                           | Beschreibung | Akten-Nr.      | Bild                                                                             |
| ---------------------------- | -------------------------------------------------------------------------------- | --- | -------------- | -------------------------------------------------------------------------------- |
| Sossauer Platz (Standort)    | Heiligenfigur St. Johannes Nepomuk                                               | Werkstein, farbig gefasst, auf Quaderpostament, 1. Hälfte 18. Jahrhundert | D-2-63-000-305 | Heiligenfigur St. Johannes Nepomuk                                               |
| Sossauer Platz 13 (Standort) | Wohnhaus, ehemals Bestandteil der Propstei des Prämonstratenserklosters Windberg | Zweigeschossiger Walmdachbau mit Profilgesims, mit Nr. 15, 17, 19, 21 eine gemeinsame Zweiflügelanlage bildend, Anfang 17. Jahrhundert | D-2-63-000-300 | Wohnhaus, ehemals Bestandteil der Propstei des Prämonstratenserklosters Windberg |
| Sossauer Platz 15 (Standort) | Pfarrhof                                                                         | Ehemals Bestandteil der Propstei des Prämonstratenserklosters Windberg, zweigeschossiger Walmdachbau mit Profilgesims über gewinkeltem Grundriss, mit Nr. 13, 17, 19, 21 eine gemeinsame Zweiflügelanlage bildend, Anfang 17. Jahrhundert                                                          | D-2-63-000-301 | Pfarrhof                                                                         |
| Sossauer Platz 17 (Standort) | Wohnhaus                                                                         | Ehemals Bestandteil der Propstei des Prämonstratenserklosters Windberg, zweigeschossiger Steildachbau mit Vorschussgiebeln, mit Nr. 13, 15, 19, 21 eine gemeinsame Zweiflügelanlage bildend, Anfang 17. Jahrhundert                                                                                | D-2-63-000-302 | BW                                                                               |
| Sossauer Platz 19 (Standort) | Wohnhaus                                                                         | Ehemals Bestandteil der Propstei des Prämonstratenserklosters Windberg, zweigeschossiger Steildachbau mit Profilgesims, mit Nr. 13, 15, 17, 21 eine gemeinsame Zweiflügelanlage bildend, bezeichnet mit „1628“ Verbindungsbrücke zur Kirche, segmentbogig mit Satteldach, wohl 17./18. Jahrhundert | D-2-63-000-303 | BW                                                                               |
| Sossauer Platz 21 (Standort) | Wohnhaus                                                                         | Ehemals Bestandteil der Propstei des Prämonstratenserklosters Windberg, zweigeschossiger Satteldachbau, mit Nr. 13, 15, 17, 19 eine gemeinsame Zweiflügelanlage bildend, Anfang 17. Jahrhundert | D-2-63-000-304 | Wohnhaus                                                                         |
| Sossauer Platz 25 (Standort) | Katholische Wallfahrtskirche St. Mariä Himmelfahrt                               | Saalkirche mit Steildach, Westturm mit Spitzhelm, 1177, erhöhter Chor, dreiseitig geschlossen, spätgotisch, 15. Jahrhundert; mit Ausstattung Friedhofsmauer, nach Osten mit Segmentbogennischen, Portal nach Westen bezeichnet mit „1698“                                                          | D-2-63-000-299 | weitere Bilder                                                                   |

### Unterzeitldorn
| Lage                            | Objekt                               | Beschreibung | Akten-Nr.      | Bild           |
| ------------------------------- | ------------------------------------ | --- | -------------- | -------------- |
| Gollauer Weg 5 c (Standort)     | Katholische Filialkirche St. Jakobus | Saalkirche mit Steildach und Dachreiter, eingezogener Rechteckchor mit eingezogener segmentbogiger Apsis, romanisch, 12. Jahrhundert; mit Ausstattung | D-2-63-000-306 | weitere Bilder |
| Windberger Straße 82 (Standort) | Ehemaliges Schloss                   | Dreigeschossiger Steildachbau, im Kern spätmittelalterlich, stark erneuert                                                                            | D-2-63-000-307 | BW             |

## Ehemalige Baudenkmäler
In diesem Abschnitt sind Objekte aufgeführt, die früher einmal in der Denkmalliste eingetragen waren, jetzt aber nicht mehr. Objekte, die in anderem Zusammenhang – also z. B. als Teil eines Baudenkmals – weiter eingetragen sind, sollen hier nicht aufgeführt werden. Aktennummern in diesem Abschnitt sind ehemalige, jetzt nicht mehr gültige Aktennummern.

| Lage                                          | Objekt                                       | Beschreibung | Akten-Nr.      | Bild                           |
| --------------------------------------------- | -------------------------------------------- | --- | -------------- | ------------------------------ |
| Straubing Albrechtsgasse 21 (Standort)        | Wohnhaus                                     | Viergeschossiger Traufseitbau mit Flacherker, im Kern spätmittelalterlich                                             | D-2-63-000-6   | Wohnhaus                       |
| Straubing Albrechtsgasse 47 (Standort)        | Barocker Gang mit Kreuzgewölbe               | 18. Jahrhundert; im östlichen Erdgeschoss                                                                             | D-2-63-000-308 | BW                             |
| Straubing Am Platzl 6 (Standort)              | Wohnhaus                                     | Ehemaliges Polan’sches Benefiziatenhaus, dreigeschossiger Giebelbau, 15. Jahrhundert                                  | D-2-63-000-19  | BW                             |
| Straubing Am Pulverturm 9 (Standort)          | Geschnitzte Haustür                          | Barock | D-2-63-000-21  | weitere Bilder                 |
| Straubing Azlburger Straße 1 (Standort)       | Hoftor                                       | Bezeichnet mit „1840“                                                                                                 | D-2-63-000-27  | BW                             |
| Straubing Fraunhoferstraße 6 (Standort)       | Madonnenrelief                               | 18. Jahrhundert; an der Fassade                                                                                       | D-2-63-000-62  | BW                             |
| Straubing Gscheiderbrückl 6, 8, 10 (Standort) | Dreiteiliges Vorstadt-Wohnhaus               | Traufseitiger zweigeschossiger Bau, im Kern zum Teil in Blockbauweise, 18. Jahrhundert Mit kleinen Vorgärten          | D-2-63-000-73  | Dreiteiliges Vorstadt-Wohnhaus |
| Straubing In der Bürg 10 (Standort)           | Wohnhaus                                     | Dreigeschossiger Halbwalmdachbau mit Profilgesims, Gebäudeflügel nach Nordosten, nach 1780 Hofmauer, gleichzeitig     | D-2-63-000-80  | Wohnhaus                       |
| Straubing Jakobsgasse 9 (Standort)            | Wohnhaus                                     | Dreigeschossiger Satteldachbau, traufseitig Fenster mit Stuckrahmungen, 18. Jahrhundert, im Kern wohl älter           | D-2-63-000-87  | weitere Bilder                 |
| Straubing Krankenhausgasse 13 (Standort)      | Historische Ausstattung des Studienseminares | | D-2-63-000-99  | BW                             |
| Straubing Ludwigsplatz 2 (Standort)           | Ehemaliges Gasthaus                          | Stattlicher viergeschossiger Eckbau, im Kern 17./18. Jahrhundert, Fassade um Mitte 19. Jahrhundert                    | D-2-63-000-135 | BW                             |
| Straubing Mühlsteingasse 12 (Standort)        | Inschrifttafel                               | Mit dem Jahr „1811“                                                                                                   | D-2-63-000-138 | Inschrifttafel                 |
| Straubing Ottogasse 10 (Standort)             | Ehemaliges Handwerkerhaus                    | Zweigeschossiger Steildachbau mit Erker und Firstzinne, traufständiger Anbau nach Norden, im Kern 16./17. Jahrhundert | D-2-63-000-144 | BW                             |
| Straubing Pandurengasse 29 (Standort)         | Schloss, sogenanntes Pandurenschlössl        | Zweigeschossiger Walmdachbau, um 1700                                                                                 | D-2-63-000-145 | BW                             |
| Straubing Rosengasse 12 (Standort)            | Türgewände                                   | Bezeichnet mit dem Jahr „1612“                                                                                        | D-2-63-000-170 | BW                             |
| Straubing Spitzwegwinkel 8 (Standort)         | Wohnhaus                                     | Dreigeschossiger Eckbau mit spätgotischen Fenstergewänden                                                             | D-2-63-000-209 | BW                             |
| Straubing Steiner-Thor-Platz 4 (Standort)     | Straßenschild                                | Eingemauert, um 1820                                                                                                  | D-2-63-000-221 | Straßenschild                  |
| Straubing Theresienplatz (Standort)           | Mauerrest vom ehemaligen Oberen Tor          | Spätmittelalterlich (Abbruch 1873)                                                                                    | D-2-63-000-252 | BW                             |
| Straubing Theresienplatz 24 (Standort)        | Stadtsparkasse                               | Eckhaus, zweigeschossiger Steildachbau mit neugotischen Treppengiebeln, Mitte 19. Jahrhundert                         | D-2-63-000-234 | weitere Bilder                 |
| Hornstorf An der alten Donaubrücke ()         | Stadtgrenzstein                              | Um 1650 | D-2-63-000-292 |                                |

## Abgegangene Baudenkmäler
In diesem Abschnitt sind Objekte aufgeführt, die früher einmal in der Denkmalliste eingetragen waren, jetzt aber nicht mehr existieren, z. B. weil sie abgebrochen wurden. Aktennummern in diesem Abschnitt sind ehemalige, jetzt nicht mehr gültige Aktennummern.

| Lage                               | Objekt                            | Beschreibung | Akten-Nr.      | Bild                              |
| ---------------------------------- | --------------------------------- | --- | -------------- | --------------------------------- |
| Straubing Kolbstraße (Standort)    | Straßenbrücke über den Allachbach | Tragwerk aus kassettierter Betonplatte, mit Formbeton-Brüstungen und schmiedeeisernen Gittereinlagen, bezeichnet mit „1907“ 2016 abgebrochen | D-2-63-000-137 | Straßenbrücke über den Allachbach |
| Straubing Pfarrplatz 17 (Standort) | Ehemalige Remise                  | Langbau mit Steildach und segmentbogigen Toröffnungen, um 1800 (dendrochronologisch datiert)                                                 | D-2-63-000-154 | BW                                |